# Cristina di Svezia
Cristina Augusta di Svezia, o Cristina Alessandra  dopo la conversione al cattolicesimo (Stoccolma, 18 dicembre 1626 – Roma, 19 aprile 1689), è stata regina di Svezia dal 1632, ma con pieni poteri solo dal 1642, fino all'abdicazione avvenuta nel 1654.
Figlia di re Gustavo II Adolfo di Svezia e della regina Maria Eleonora del Brandeburgo, succedette sul trono all'età di sei anni dopo la prematura scomparsa del genitore. Educata dal potente alto cancelliere Axel Oxenstierna e figlia di uno dei massimi difensori del protestantesimo durante la guerra dei trent'anni, suscitò grande scandalo quando nel 1654, nel pieno di una profondissima crisi religiosa, si convertì al cattolicesimo e abdicò in favore del cugino Carlo Gustavo che divenne re Carlo X. Temendo le reazioni e le vendette dei protestanti, lasciò subito la Svezia per trascorrere il resto della sua esistenza in vari Paesi d'Europa, stabilendosi poi definitivamente a Roma, dove si occupò di opere caritatevoli, di arte, musica e teatro in un movimento culturale che, dopo la sua morte, portò alla fondazione dell'Accademia dell'Arcadia nel 1690.
Personalità complessa e anticonformista, educata in modo virile come un principe e non come una principessa, Cristina era dotata di viva intelligenza e di solida cultura umanistica e filosofica, a cui si dedicò particolarmente dopo la pace di Westfalia, che nel 1648 pose fine alla lunga guerra dei trent'anni. Durante gli anni del suo regno si prodigò per far divenire Stoccolma l'"Atene del nord". È stata la seconda regina regnante di Svezia dopo Margherita I di Danimarca e prima di Ulrica Eleonora.

## Biografia

### I primi anni

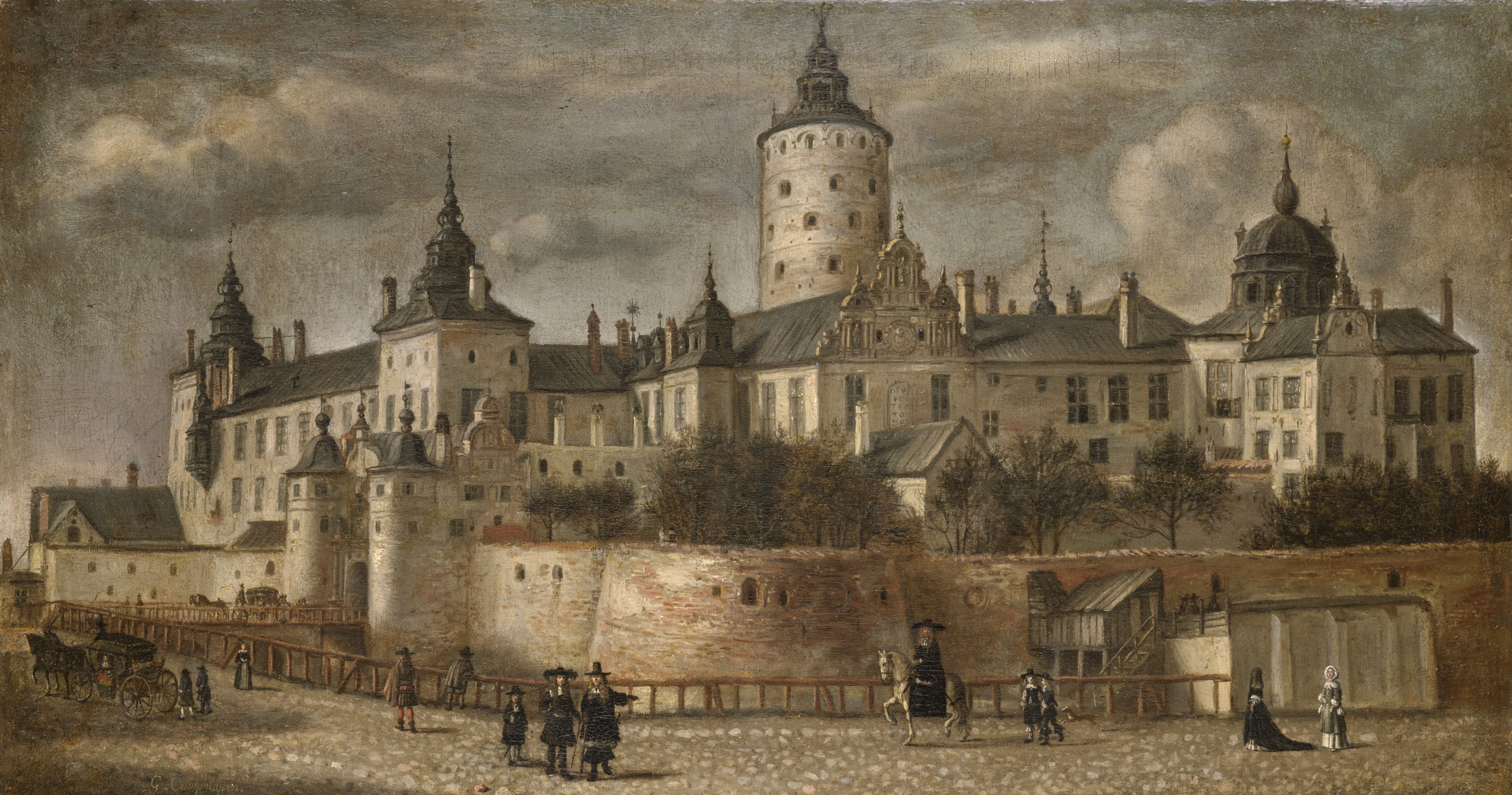
Il castello di Tre Kronor a Stoccolma in un dipinto di Govert Dircksz Camphuysen. Gran parte della biblioteca nazionale e degli archivi reali andarono distrutti nell'incendio del castello nel 1697

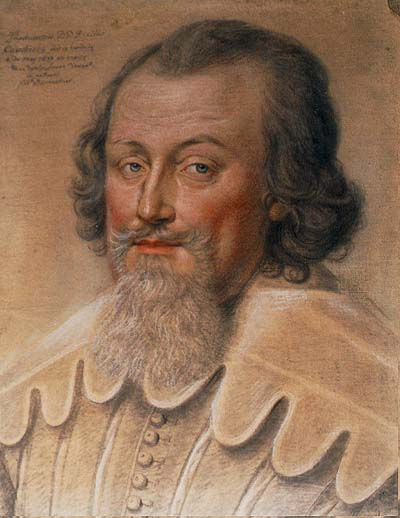
Axel Oxenstierna

Cristina era figlia del re Gustavo II Vasa (1594 – 1632), che regnò in Svezia dal 1611 al 1632 e della regina consorte Maria Eleonora del Brandeburgo (1599 – 1655). Nacque nel castello di Tre Kronor. Il sovrano aveva già avuto dal suo matrimonio altre due figlie, una prematura e nata morta nel 1620 ed un'altra, di nome Cristina, nata nel 1623 e deceduta l'anno successivo prima del suo primo compleanno, e un figlio, anch'esso prematuro e nato morto. Pertanto la quarta gravidanza della regina Maria Eleonora nel 1626 era seguita con trepidazione nella speranza di dare finalmente un erede al trono alla Svezia. Quando nacque la piccola principessa venne ritenuta un maschio in quanto si presentava con molti capelli e urlava "con una voce forte e squillante". Cristina scriverà poi nella sua autobiografia che "prese un grande imbarazzo tra le donne quando scoprirono di sbagliarsi". Il re, sebbene sperasse nel maschio, fu comunque felicissimo di accogliere la novella nata al punto da scrivere poco dopo la nascita "Diventerà intelligentissima, ci sta rendendo tutti pazzi di lei!". Gustavo Adolfo era assai affezionato all'unica figlia - dai loro rispettivi ritratti si evince anche una forte somiglianza fisica - e lei lo ripagava con la massima ammirazione. Al contrario, Maria Eleonora, mentalmente instabile, non fu felice di aver avuto una figlia anziché un figlio, e la ripudierà affettivamente.
Prima che Gustavo Adolfo lasciasse la Svezia per recarsi in Germania in difesa del protestantesimo nella guerra dei trent'anni, egli assicurò i diritti di successione di sua figlia nel caso in cui egli non avesse più fatto ritorno in patria e diede pertanto disposizione che Cristina ricevesse la migliore educazione concessa solitamente ai principi maschi. Dopo la morte del re sul campo di battaglia il 16 novembre 1632, Cristina divenne il centro dell'attenzione per la madre. Gustavo Adolfo aveva deciso che in caso di sua scomparsa durante la minore età della figlia, la sua sorellastra Caterina sarebbe diventata la tutrice di Cristina. Questa soluzione non piaceva a Maria Eleonora, che aveva bandito la cognata dal castello. La morte del marito aveva degenerato le sue già fragili condizioni mentali, rifiutandosi di farlo seppellire fino a quando non fosse morta lei stessa, facendogli asportare il cuore, mettendolo in un'urna che portava sempre con sé e visitando di continuo il suo corpo imbalsamato presso la bara ancora aperta, ignorando lo stato di decomposizione. Gustavo Adolfo venne sepolto solo un anno e mezzo dopo su insistenza del cancelliere. Maria Eleonora aveva anche cominciato a sviluppare un attaccamento malsano per la figlia, costringendola a un lutto severissimo, con stanze buie drappeggiate di nero e illuminata solo da candele e facendola dormire con lei in un letto con il cuore del padre appeso sopra. Nel 1636 il cancelliere Oxenstierna vide un'altra soluzione alla faccenda, e cioè l'esilio al castello di Gripsholm, in modo che nel frattempo il consiglio di reggenza si pronunciasse circa la possibilità per lei di incontrare regolarmente la figlia di appena nove anni. Nei tre anni seguenti, Cristina crebbe in compagnia della zia e della famiglia di lei.

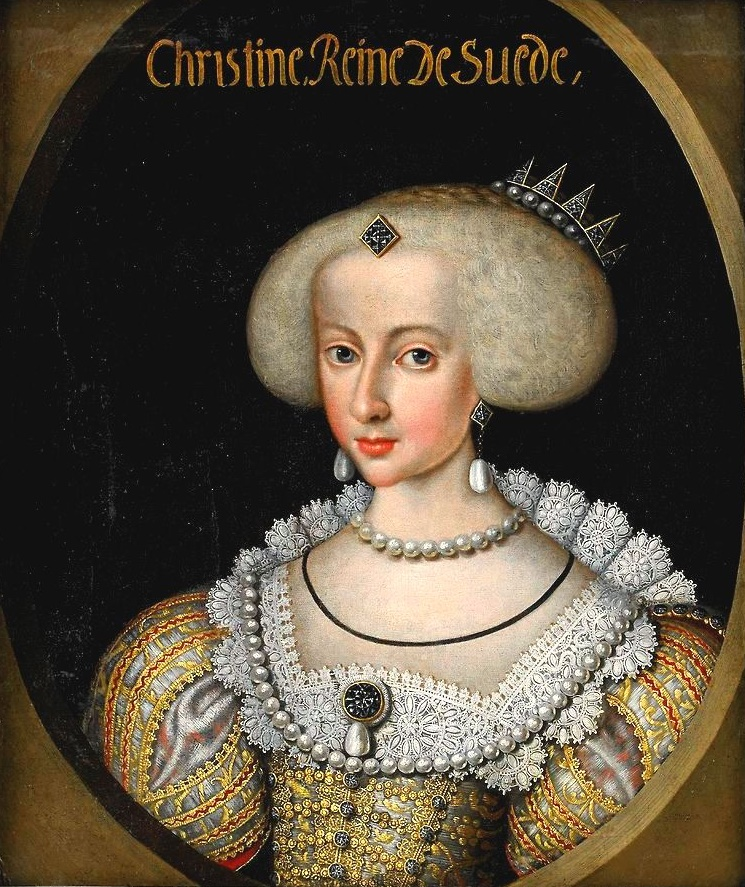
La sedicenne regina Cristina di Svezia.

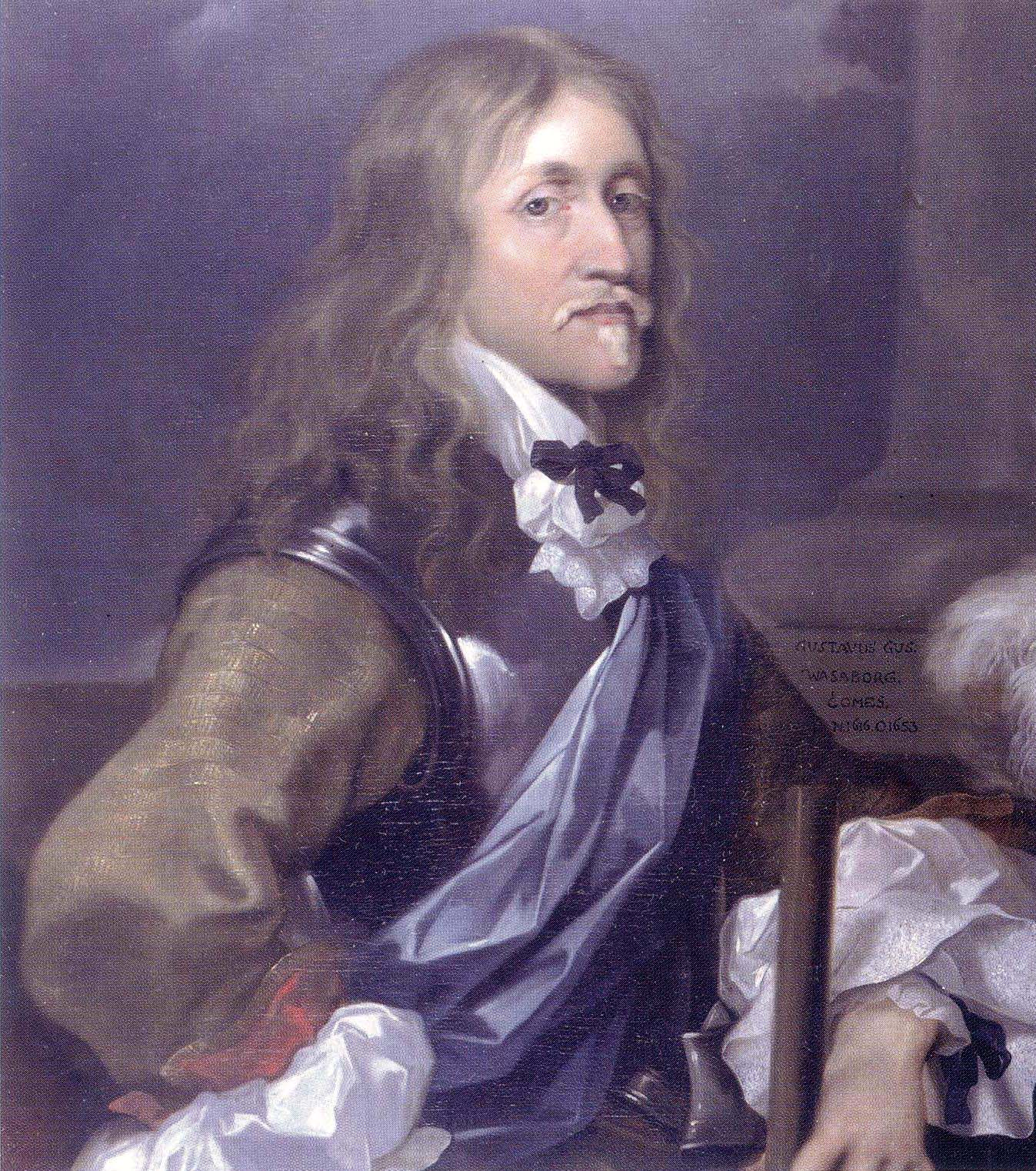
L'ineleggibile fratellastro di Cristina, Gustav Gustavson

Il 15 marzo 1633 Cristina divenne ufficialmente regina all'età di soli sei anni, ottenendo il soprannome di "Regina Bambina". Cristina aveva ricevuto un'educazione appropriata al suo status ed al suo futuro ruolo come reggente: il teologo Johannes Matthiae Gothus era divenuto suo tutore e le diede lezioni di religione, filosofia, greco e latino. Il cancelliere Oxenstierna discuteva con lei le strategie politiche e si dilettava a insegnarle la storia dagli scritti di Tacito. Cristina studiava felicemente per dieci ore al giorno ed imparò lo svedese, il tedesco, l'olandese, il francese e l'italiano, dimostrando un talento unico non solo per la sua epoca. Oxenstierna scrisse fiero della quattordicenne regina "Non è come tutte le altre donne" e che, al contrario, aveva "una luminosa intelligenza". Dal 1638 Oxenstierna impiegò a corte la compagnia di balletto francese di Antoine de Beaulieu, il quale fu anche insegnante di danza di Cristina.

### Il regno
Morto Gustavo II Adolfo nella battaglia di Lützen il 16 novembre 1632 durante la guerra dei trent'anni, Cristina, unica erede, si ritrovò ad essere regina a soli 6 anni. Per dodici anni, durante la sua minore età, la Svezia venne governata da un governo di reggenza con a capo il gran cancelliere del regno Axel Oxenstierna (1583-1654).
La corona di Svezia era divenuta ereditaria con la famiglia Vasa, ma dall'epoca di re Carlo IX (regnante dal 1604 al 1611) erano stati esclusi dal trono i figli e discendenti del fratello e del nipote deposti. I fratelli legittimati di Gustavo Adolfo erano morti anni prima; l'unico fratello sopravvissutogli era un illegittimo di suo padre che comunque aveva avuto una sola figlia femmina e come tale non vi erano eredi maschi discendenti da Gustavo I e Cristina era ritenuta ormai l'erede presunta al trono paterno. Sin dalla sua nascita, a Cristina venne riconosciuta l'eleggibilità come ad un erede maschio, e quando venne incoronata ottenne il titolo di "regina" il che la qualificò nel suo ruolo di sovrana dello Stato.
Nel 1636–1637 Peter Minuit e Samuel Blommaert negoziarono col governo la possibilità di fondare la Nuova Svezia, la prima colonia svedese nel Nuovo Mondo. Nel 1638 Minuit eresse fort Christina a Wilmington, nel Delaware, e venne scoperto anche l'attuale Christina River nell'area. Nel 1640 Cristina di Svezia fonda l' Accademia reale di Turku, la prima università in Finlandia. Nel dicembre del 1643 le truppe svedesi furono impegnate nell'Holstein e nello Jutland nella guerra di Torstenson.
Il consiglio nazionale suggerì a Cristina, divenuta sedicenne, di prendere le redini del governo direttamente, ma lei preferì attendere i diciotto anni, come suo padre aveva fatto molti anni prima. Nel 1644 Cristina ascese ufficialmente al trono di Svezia, anche se la sua incoronazione venne posticipata a causa della guerra con la Danimarca e pertanto uno dei suoi primi atti ufficiali fu proprio quello di concludere una pace con quella nazione, riuscendo ad ottenere le isole di Gotland e Ösel, oltre ad alcune province norvegesi come la Jämtland e la Härjedalen.
Il cancelliere Oxenstierna ben presto apprese che Cristina aveva disegni politici differenti dai suoi. Nel 1645 egli inviò suo figlio secondogenito, Johan Oxenstierna, ai congressi di pace di Osnabrück e Münster, presentando le richieste della Svezia che vertevano ad una continuazione della guerra dei trent'anni. Cristina, ad ogni modo, voleva la pace ad ogni costo ed inviò un proprio delegato, Johan Adler Salvius. Poco dopo la conclusione degli accordi di pace, ammise Salvius nel consiglio nazionale. Nel 1648 Cristina ottenne un seggio al Reichstag del Sacro Romano Impero quando il principato di Brema-Verden e la Pomerania svedese vennero assegnati definitivamente alla Svezia grazie al trattato di Osnabrück.
Nel 1649, 760 dipinti, 170 sculture di marmo e 100 di bronzo, 33.000 tra medaglie e monete, 600 pezzi di cristalleria, 300 strumenti scientifici, manoscritti e libri (tra cui il Sanctae Crucis laudibus di Rabano Mauro, il Codex Argenteus ed il Codex Gigas) vennero trasportati a Stoccolma. La collezione, proveniente dal castello di Praga, era appartenuta a Rodolfo II d'Asburgo ed era stata requisita da Hans Christoff von Königsmarck durante la battaglia di Praga e le successive negoziazioni della pace di Westfalia.. Sempre nel 1649, con l'aiuto dello zio, Giovanni Casimiro, e dei suoi cugini Cristina tentò di diminuire l'influenza di Oxenstierna e dichiarò Carlo Gustavo quale suo erede presunto. L'anno successivo, la sovrana resistette alle richieste degli Stati Generali per ridurre l'esenzione delle tasse dei nobili proprietari terrieri, di modo da tenere legata a sé abilmente l'aristocrazia locale.

### L'"Atene del Nord"

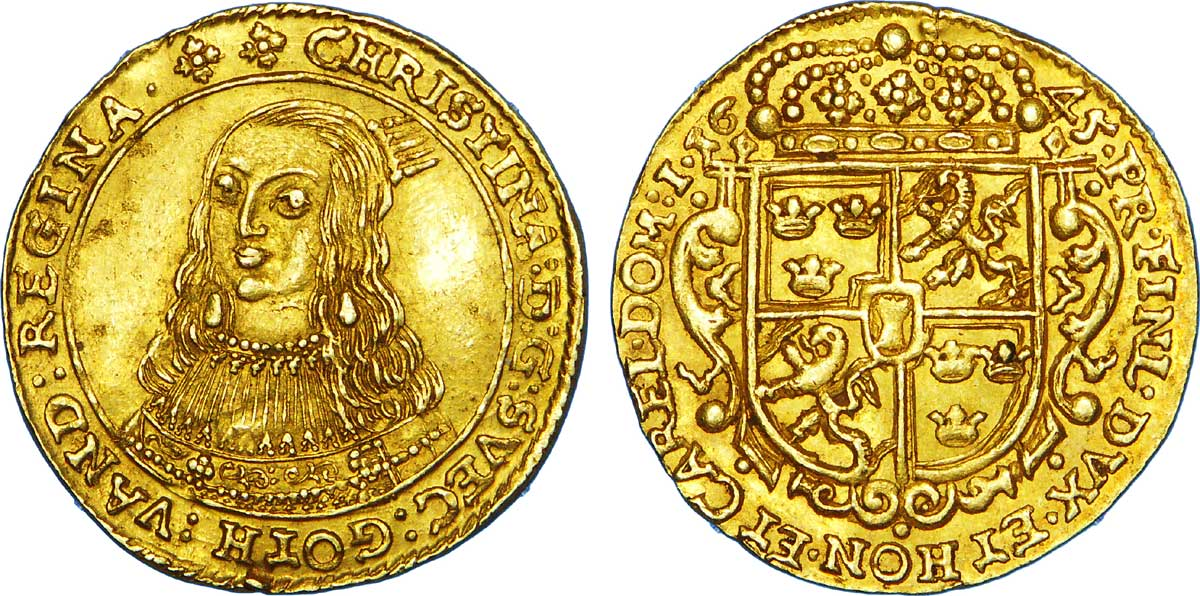
Moneta con effigie di Cristina, 1645

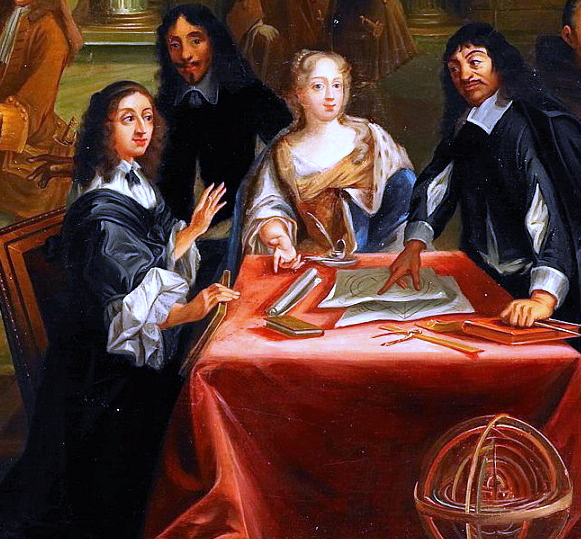
La regina Cristina (seduta al tavolo a sinistra) mentre discute col filosofo francese Cartesio (particolare di un dipinto allegorico del XIX secolo).

Durante il periodo del regno di Cristina, la Svezia divenne uno tra gli Stati più raffinati e colti d'Europa, al punto che Stoccolma venne soprannominata "l'Atene del Nord".
Nel 1645, infatti, Cristina invitò Ugo Grozio a corte per assumere l'incarico di suo bibliotecario, ma egli morì durante il viaggio verso la Svezia, a Rostock. Nominò invece Benedict (Baruch) Nehamias de Castro di Amburgo quale suo Fisico ordinario. Nel 1647 Johann Freinsheim venne chiamato a corte come classicista. La Semiramide del Nord come era soprannominata la regina, ebbe corrispondenza con Pierre Gassendi; Blaise Pascal le dedicò una copia delle sue pascaline. Per catalogare la sua nuova collezione la sovrana chiese a Nikolaes Heinsius il Vecchio e a Isaac Vossius di raggiungere la Svezia. Cristina stessa studiò inoltre il neostoicismo, gli scritti dei padri della chiesa e dell'islam e lesse il Trattato dei tre impostori, un'opera all'epoca proibita da molti ambienti perché avanzava dei dubbi su tutte le religioni organizzate oltre ad appassionarsi alla storia classica ed alla filosofia.
Nel 1646 tramite uno dei migliori amici di Cristina, l'ambasciatore Pierre Chanut, la regina ebbe modo di corrispondere con il filosofo Cartesio, cogliendo l'occasione per chiedergli una copia delle sue Meditazioni metafisiche. Cristina iniziò così una fitta corrispondenza personale con Cartesio e lo invitò più volte in Svezia, spingendo il filosofo francese a giungere a Stoccolma il 4 ottobre 1649. Egli prese residenza presso l'ambasciatore Chanut e il 18 dicembre di quello stesso anno iniziò ad impartire lezioni private alla regina, discutendo anche di filosofia e di religione. Il palazzo era ghiacciato ed il 1º febbraio 1650 Cartesio si ammalò di polmonite e morì dieci giorni più tardi. Altre personalità di rilievo che popolarono la corte di Cristina di Svezia furono Claude Saumaise, Pierre-Daniel Huet, Gabriel Naudé, Christian Ravis e Samuel Bochart.
Cristina era molto interessata al teatro e al balletto e si dilettava personalmente in queste due discipline. Tra gli spettacoli da lei preferiti si ricordano quelli propostile da Pierre Corneille. Nel 1647 l'architetto italiano Antonio Brunati aveva realizzato per la regina il primo teatro di corte di Stoccolma.
Il poeta di corte Georg Stiernhielm scrisse per Cristina alcune opere teatrali in lingua svedese come ad esempio Den fångne Cupido eller Laviancu de Diane che venne rappresentata a corte con la sovrana nella parte della dea Diana, protagonista della storia. Colse l'occasione per invitare più volte anche compagnie straniere come il gruppo italiano nel 1652 ove era presente Vincenzo Albrici e quella olandese con Ariana Nozeman e Susanna van Lee nel 1653. Tra gli artisti chiamati dalla regina si ricorda Anne Chabanceau de La Barre, nominata cantante di corte.

### La decisione di non sposarsi

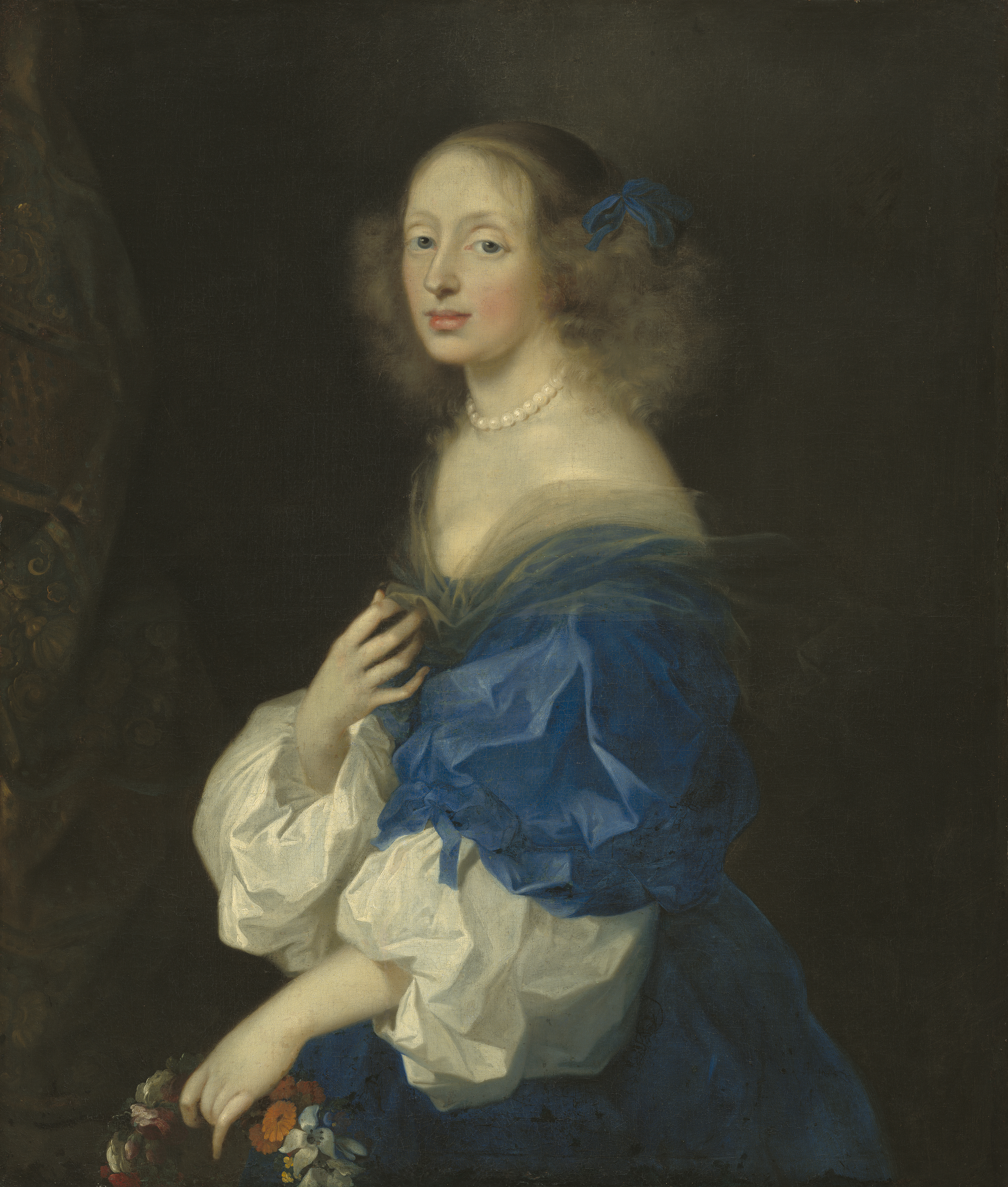
Ebba Sparre, che sposò nel 1652 un fratello di Magnus Gabriel De la Gardie

Personalità ricca e complessa, dotata di grande intelligenza, di straordinario temperamento e di un forte senso del proprio ruolo, naturalmente assolutista, Cristina verso i vent'anni cominciò ad avere contrasti con il cancelliere e la reggenza, che puntavano ormai a darle marito, possibilmente nel giro dei suoi nobili cugini, in modo da assicurare alla Svezia un vero re. Non era considerata molto attraente, con capelli spettinati, un naso pronunciato e una spalla più alta dell'altra a causa di una caduta quando era piccola. Inoltre, Cristina disprezzava la moda del Seicento, caratterizzata da vestiti pomposi, elaborate acconciature e copricapi, legandosi i capelli con un semplice nastro.
Al senato, che nel 1649 la sollecitava di nuovo al matrimonio, rispose chiaramente: «.. il matrimonio implica delle soggezioni alle quali io non mi sento in grado di sottostare, e non posso prevedere quando sarò in grado di vincere questa ripugnanza». Il suo cugino di secondo grado, Carlo, era infatuato di lei e i due ebbero una relazione segreta negli anni giovanili, che però durò sino al 1642 quando il giovane venne chiamato a prestare servizio in Germania per tre anni al seguito dell'esercito svedese.

Cristina iniziò una relazione con Ebba Sparre, una dama di corte, di cui tutti i contemporanei elogiarono la bellezza. In una lettera scritta durante l'esilio, a Pesaro, il 27 marzo 1657, Cristina scrisse alla contessa Sparre: 
Probabilmente per sottrarsi a queste pressioni, Cristina dichiarò principe ereditario il cugino Carlo X Gustavo, il 10 marzo 1649. La nobiltà rifiutò questa decisione, mentre gli altri stati sociali - clero, borghesia e contadini - accolsero positivamente la notizia. Cristina venne incoronata ufficialmente domenica 20 ottobre 1650, con grandissimo sfarzo, e le feste durarono fino al 9 gennaio successivo. Per l'incoronazione, Cristina partì col corteo dal castello di Jacobsdal dal quale uscì con una carrozza trionfale interamente coperta di velluto nero ricamato in oro e trainata da sei cavalli bianchi. La processione era diretta verso la Storkyrkan ove avrebbe avuto luogo la consacrazione in chiesa ed era così lunga che quando la prima carrozza del corteo giunse a Storkyrkan, l'ultima usciva dal portone del castello di Jacobsdal. Quella sera i membri dei quattro stati sociali vennero invitati a cena al castello pieni di stupore nel vedere fontane che spruzzavano vino e fuochi d'artificio.

### La religione e le visioni personali

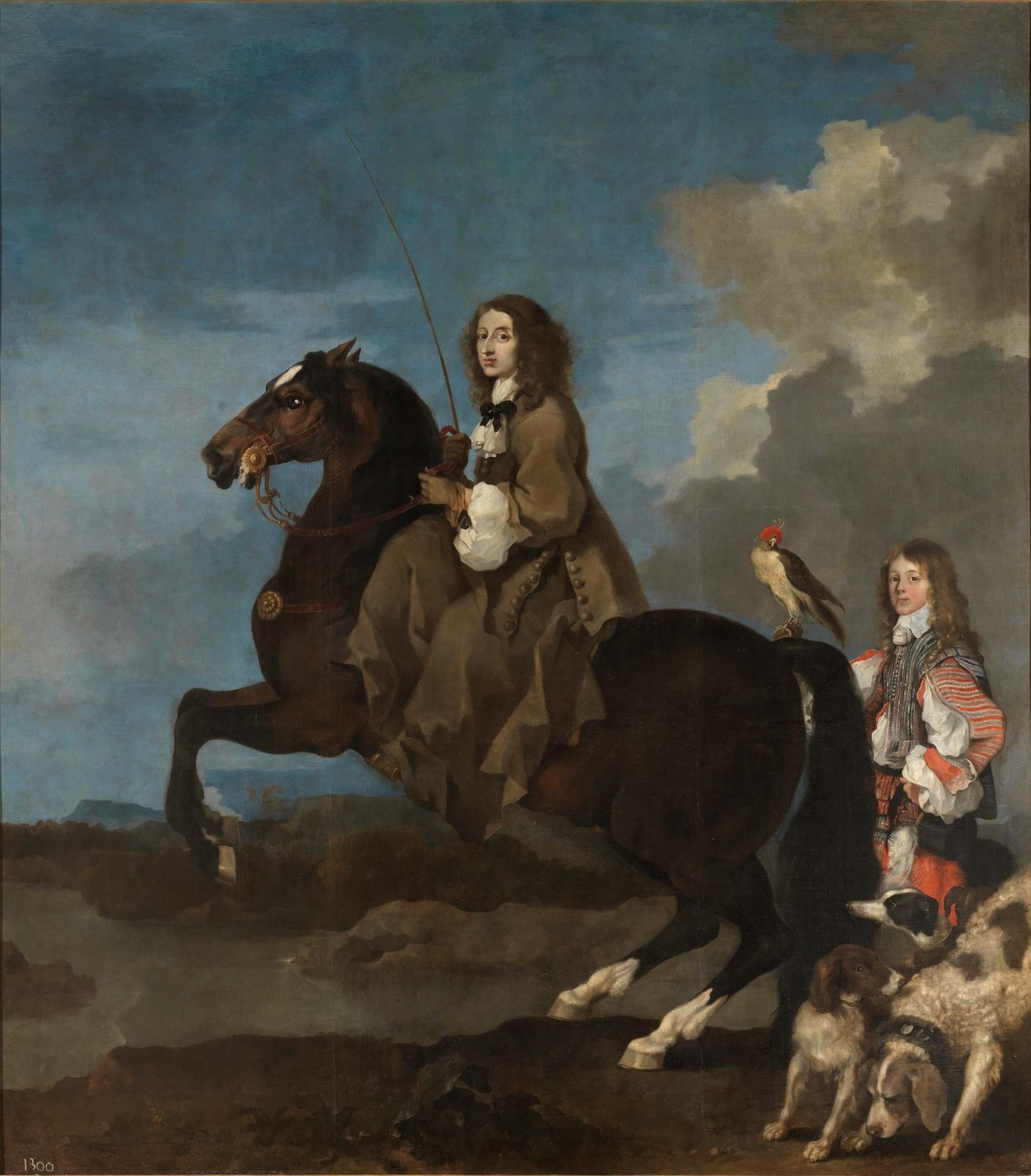
Sébastien Bourdon, Cristina di Svezia, 1653. Questo ritratto venne donato dal Pimentel a Filippo IV di Spagna e si trova oggi al museo del Prado

In un secolo ed in una nazione di trionfo per il protestantesimo, la regina Cristina fu sempre un personaggio insolito per l'epoca. Tra le sue prime riforme, ispiratele dal tutore Johannes Matthiae Gothus, la sovrana suggerì nel 1644 un nuovo ordinamento per la chiesa nazionale svedese, ma il provvedimento venne respinto in quanto giudicato eccessivamente calvinista. Cristina, che nel frattempo era divenuta regina, difese strenuamente la sua visione delle cose dagli attacchi del cancelliere Oxenstierna, ma la proposta venne comunque cancellata. Nel 1647 fu la volta del clero svedese che propose l'introduzione del Liber Concordiae (Libro della Concordia) (in svedese: Konkordieboken), libro col quale si definiva il corretto luteranesimo contro l'eresia, definendo così una teologia protestante di modello. Matthiae era strenuamente opposto a questo progetto e dello stesso avviso era anche Cristina al punto che il libro non venne introdotto in Svezia.
La Chiesa cattolica, che aveva considerato il luterano Gustavo Adolfo II tra i suoi più pericolosi avversari, e riteneva di grande importanza ricondurre all'ovile qualcuno dei sovrani protestanti, sollecitò accortamente e pervicacemente l'atto di abiura della giovane regina, mettendole a fianco, già dal 1650, il gesuita portoghese António Macedo, entrato in Svezia come traduttore dell'ambasciatore del Portogallo. La regina rimase impressionata dalle discussioni sul cattolicesimo che ebbe modo di fare col gesuita portoghese ed invitò altri due gesuiti a venire in Svezia in missione segreta nella primavera del 1652, sotto falso nome. Paolo Casati, uno dei due inviati, riconobbe in una lettera al padre generale a Roma che la sovrana aveva buone possibilità di convertirsi al cattolicesimo. Nello specifico la regina concordava col cattolicesimo sulla visione del peccato, dell'immortalità dell'anima e del libero arbitrio. Pur essendo cresciuta per seguire il luteranesimo svedese, attorno al maggio del 1652 Cristina decise ufficialmente di divenire cattolica. I due sacerdoti riferirono queste intenzioni al cardinale Fabio Chigi ed al re Filippo IV di Spagna che inviò a Stoccolma il diplomatico spagnolo Antonio Pimentel de Prado.

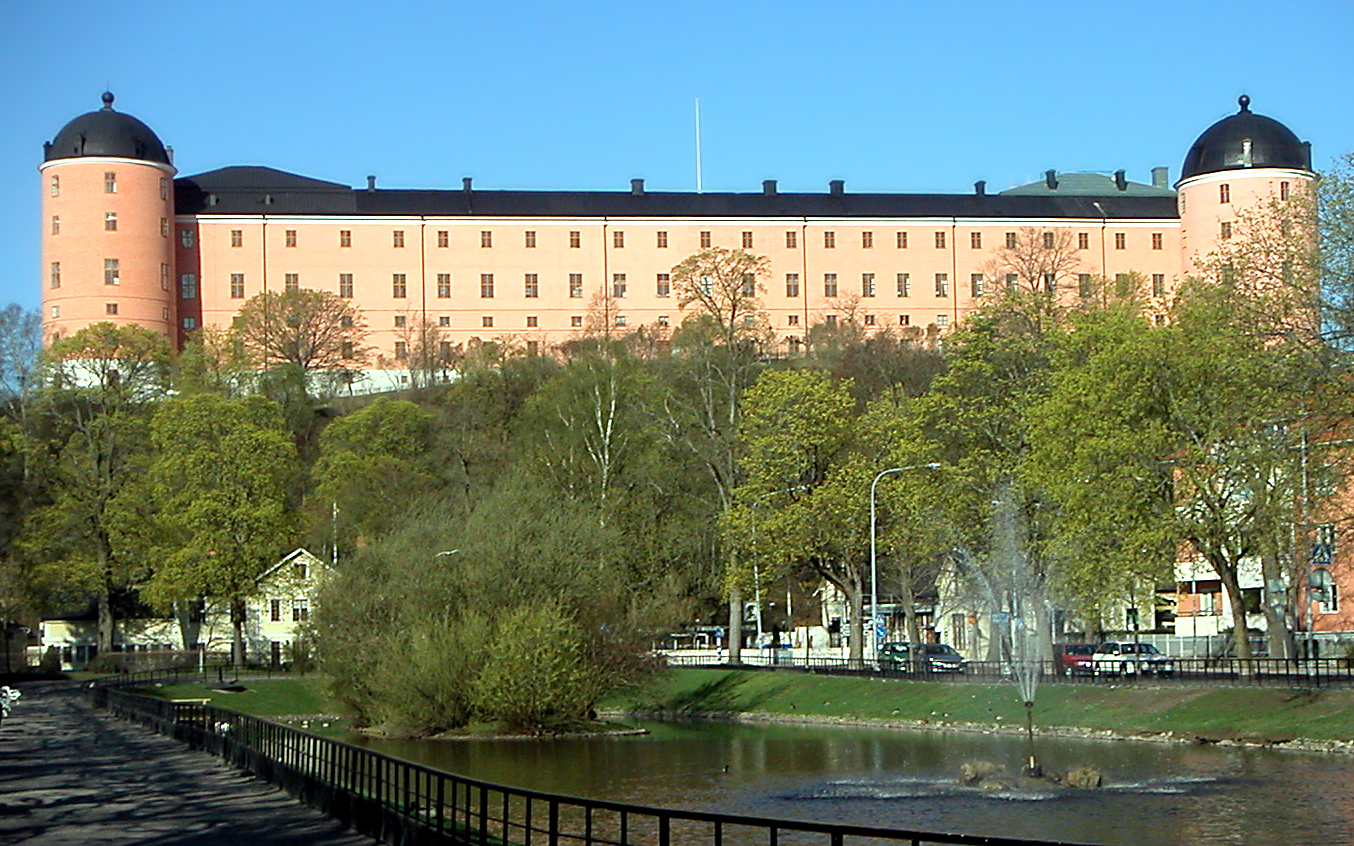
Il castello di Uppsala

Dopo aver regnato per quasi vent'anni, lavorando almeno dieci ore al giorno, Cristina era ormai spossata nell'animo e nel corpo, con una crisi nervosa in atto e con problemi di alta pressione che la portavano ad avere problemi di vista ed al collo. Nel febbraio del 1652 il dottore francese Pierre Bourdelot giunse a Stoccolma per curarla. A differenza della maggior parte dei medici del suo tempo, non era propenso a praticare i salassi, prescrivendole invece molto riposo, bagni caldi e colazioni salutari, opponendosi alla vita ascetica che Cristina conduceva.

### L'abdicazione

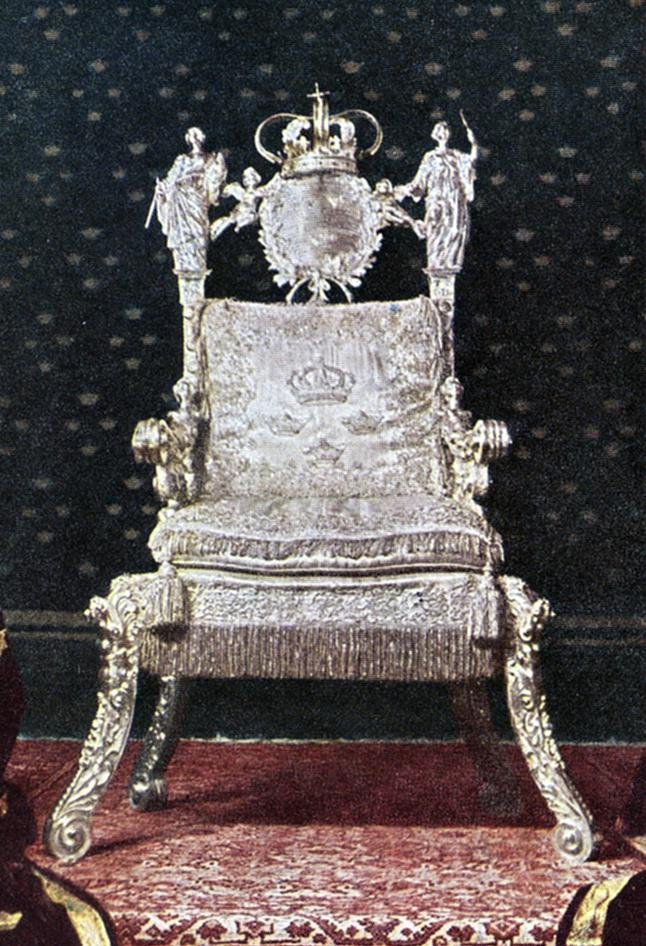
Il Trono d'argento del 1654, sul quale Cristina effettuò la sua cerimonia di abdicazione, che ancora oggi è il trono formale dei monarchi svedesi, conservato presso il palazzo reale di Stoccolma.

Tuttavia Cristina regnava su un paese povero, dove le guerre avevano rafforzato l'aristocrazia, aumentata di numero dal bisogno di coprire le aumentate spese di corte con la creazione di nuovi nobili, mentre le rendite proprie della corte erano state ridotte dalle cessioni di terre ai nuovi aristocratici. Questi, per parte loro, imponevano tasse sempre più alte a contadini abituati per lunga tradizione a una fiscalità assai blanda. La stessa Cristina aveva poi perso gran parte della propria popolarità per aver fatto impiccare Arnold Johan Messenius che l'aveva pubblicamente accusata di essere la nuova Gezabele e che la regina sospettava stesse tramando per detronizzarla. Invece di dedicarsi alle opere di governo, la regina trascorreva inoltre gran parte del suo tempo a teatro e nelle feste danzanti.
Tra i suoi ultimi atti di governo, nel 1653, Cristina di Svezia costituì l'Ordine di Amarante, un'onorificenza cavalleresca militare ed Antonio Pimentel ne venne nominato primo cavaliere; tutti i membri dovevano fare promessa solenne di non sposarsi o comunque non risposarsi dopo essere rimasti vedovi.

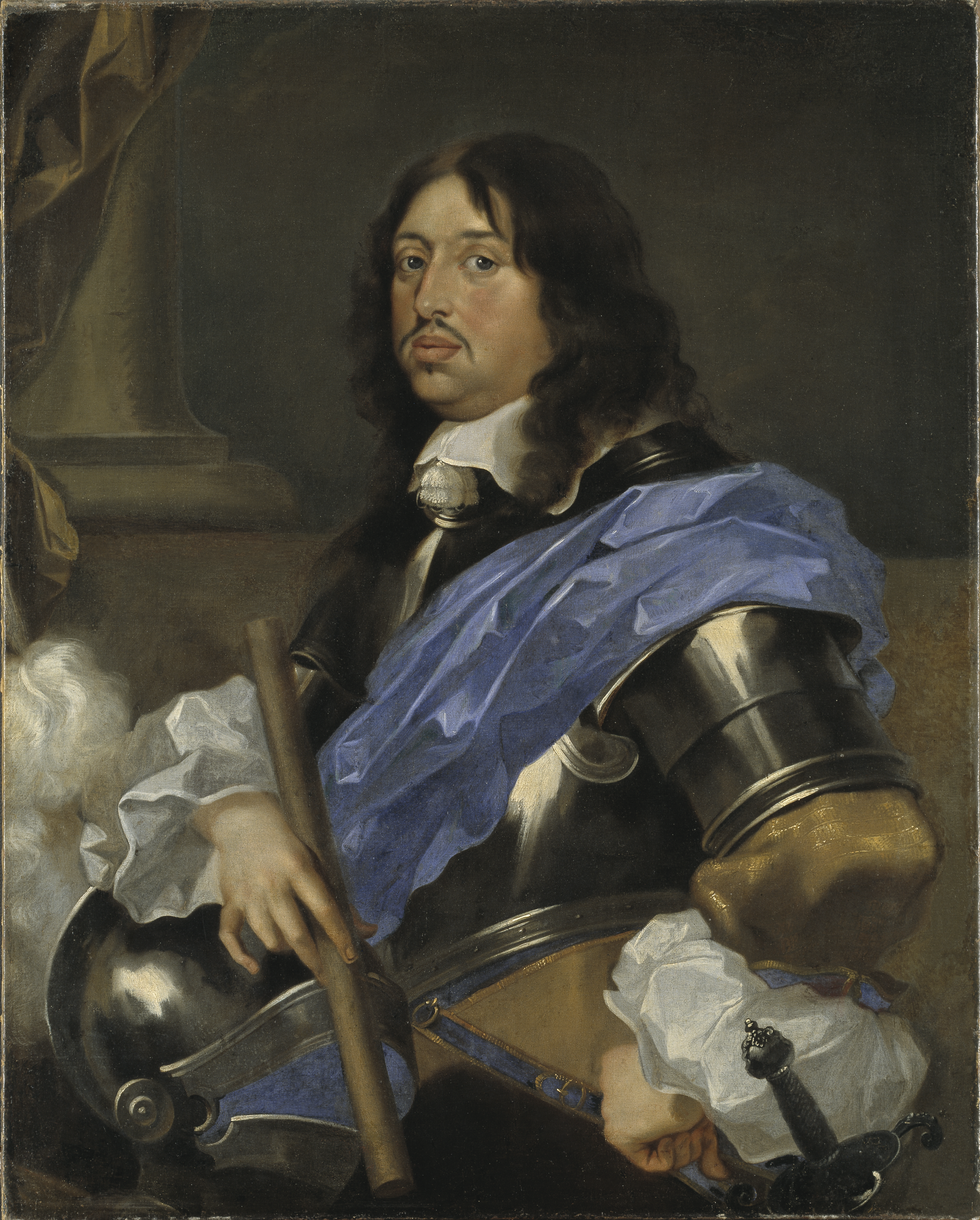
Carlo X Gustavo di Svezia, successore di Cristina.

Nel febbraio 1654 infine Cristina di Svezia annunciò ufficialmente al consiglio regio la sua intenzione di abdicare. Oxenstierna si prese l'incarico di esaminare la faccenda che si protrasse per qualche tempo. Il nocciolo della questione era che la regina chiedeva 200.000 talleri reali all'anno, che invece poi le vennero corrisposti con rendite terriere e l'affidamento in feudo del villaggio di Norrköping, delle isole di Gotland, Öland e Ösel e delle residenze reali nel Meclemburgo e in Pomerania. I suoi debiti vennero estinti dal tesoro di Stato.
La conversione al cattolicesimo non fu ad ogni modo l'unica ragione della sua abdicazione. Negli ultimi dieci anni, aveva creato 17 conti, 46 baroni e 428 nobili minori. Per provvedere a questi nuovi pari un adeguato appannaggio, vendette alcune proprietà della corona per un ammontare annuo di 1.200.000 talleri svedesi. Tra gli insigniti vi erano anche personaggi della borghesia come Lennart Torstenson e Louis De Geer per i loro meriti di guerra oltre al banchiere Johan Palmstruch. Queste donazioni spesso avevano luogo a voce per conto della regina e non venivano nemmeno registrate, facendo sì che un feudo arrivasse ad essere assegnato per errore a due feudatari contemporaneamente.
Di certo si sa che alla fine Cristina, corteggiatissima da intellettuali cattolici come Blaise Pascal, ottenute garanzie che le sembravano sufficienti circa il mantenimento del proprio status regale, il 23 febbraio 1654 annunciò la propria irrevocabile abdicazione a favore del cugino Carlo Gustavo (nonostante l'opposizione del senato), riguadagnando la propria libertà. Durante la cerimonia di abdicazione che si tenne al castello di Uppsala, Cristina indossava le sue piene regalìe cerimoniali che si tolse una per una. Per Brahe, che era incaricato di rimuovere la corona dal capo della regina, si rifiutò per rispetto nei confronti dell'amata sovrana che pertanto dovette compiere il gesto da sola. Rimasta vestita con un semplice taffetà bianco, Cristina fece il suo discorso ai convenuti con voce tremante, salutò il gruppo e lasciò il trono a Carlo X, che in contrasto era vestito in nero.

### L'esilio
Per poter lasciare il Paese senza drammi o disordini, Cristina dissimulò anche con suo cugino la propria vera meta, e attraversò la Svezia in incognito, a cavallo, vestita da uomo sotto il falso nome di conte di Dohna, con una piccola scorta e l'amico e poeta Bernardino de Rebolledo, dicendosi diretta in Danimarca. Al momento di passare il confine congedò il suo cappellano protestante, intraprendendo il lungo viaggio verso Roma.
Si trasferì momentaneamente nei Paesi Bassi, dove assistette alla prima opera messa in scena nel Paese, Ulisse all'isola di Circe di Gioseffo Zamponi. Cristina si recò qui in visita a Johann Friedrich Gronovius e a Anna Maria van Schurman. Nell'agosto di quell'anno, Cristina giunse nei Paesi Bassi meridionali e prese residenza fissa ad Anversa, alloggiando per quattro mesi nella ricca residenza di un locale mercante ebreo. Durante questa sua permanenza, l'ex regina di Svezia venne onorata della visita di alcuni personaggi di spicco della sua epoca come l'arciduca Leopoldo Guglielmo d'Austria, il principe di Condé, l'ambasciatore francese Chanut, ed il governatore della Norvegia, Hannibal Sehested. Cristina si dedicava all'equitazione e organizzava feste e banchetti con musica e danze. Cristina iniziò nuovamente a spendere oltre le proprie possibilità e dovette vendere tappeti, pezzi d'argenteria e di gioielleria al suo seguito. Dal momento che la sua situazione finanziaria continuava ad essere non florida, l'arciduca austriaco la invitò nel suo palazzo di Bruxelles, ove il 24 dicembre 1654 Cristina fece la sua prima professione di fede cattolica, alla presenza dei fedeli amici Pimentel e Raimondo Montecuccoli. Ad ogni modo questa sua conversione non fu resa pubblica dal momento che l'ex sovrana temeva che in tal caso il governo svedese avrebbe potuto rifiutarle la pensione da lei richiesta. Il Papa ed il re di Spagna non potevano aiutarla perché pubblicamente lei non era ancora un membro della Chiesa romana e come risultato Cristina fu costretta ad alienare parte della propria collezione libraria e di statue per saldare i debiti contratti.
Nel settembre di quello stesso anno, Cristina lasciò Bruxelles alla volta dell'Italia con un seguito di 255 persone e 247 cavalli. Il messaggero papale, il sovrintendente della Biblioteca Vaticana Luca Olstenio, anch'egli un convertito, attese il corteo ad Innsbruck per condurre l'ex regina nello Stato Pontificio. Il 3 novembre 1655, Cristina decise di fare la propria professione ufficiale al cattolicesimo nella Hofkirche di Innsbruck per poi scriverne al papa Alessandro VII e a suo cugino Carlo X. Per celebrare la sua conversione ufficiale, venne rappresentata per l'occasione la prima de L'Argia di Antonio Cesti.

## La "regina di Roma"

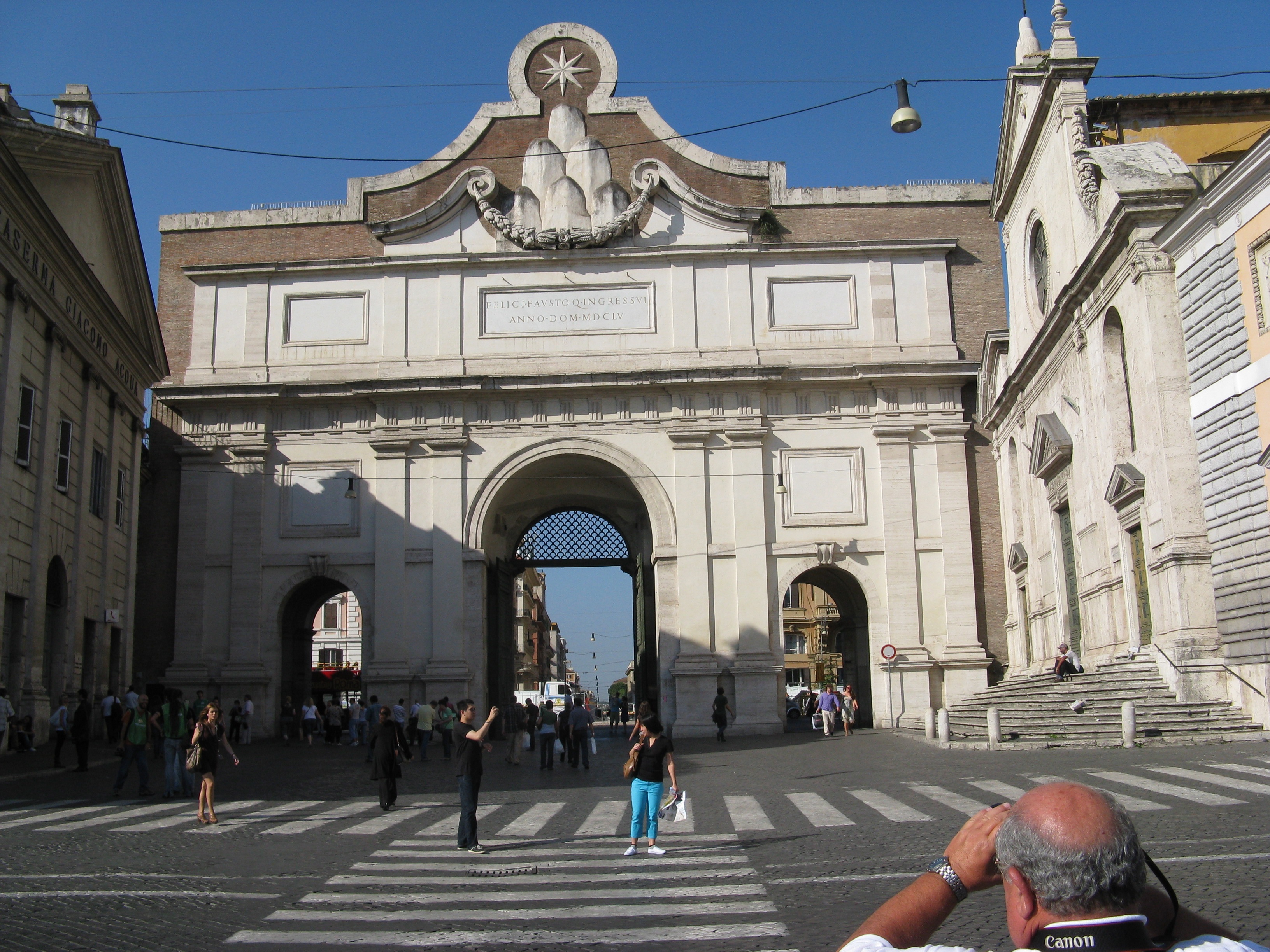
Porta del Popolo, lato interno: sull'attico, epigrafe in onore dell'ingresso di Cristina di Svezia e arme dei Chigi

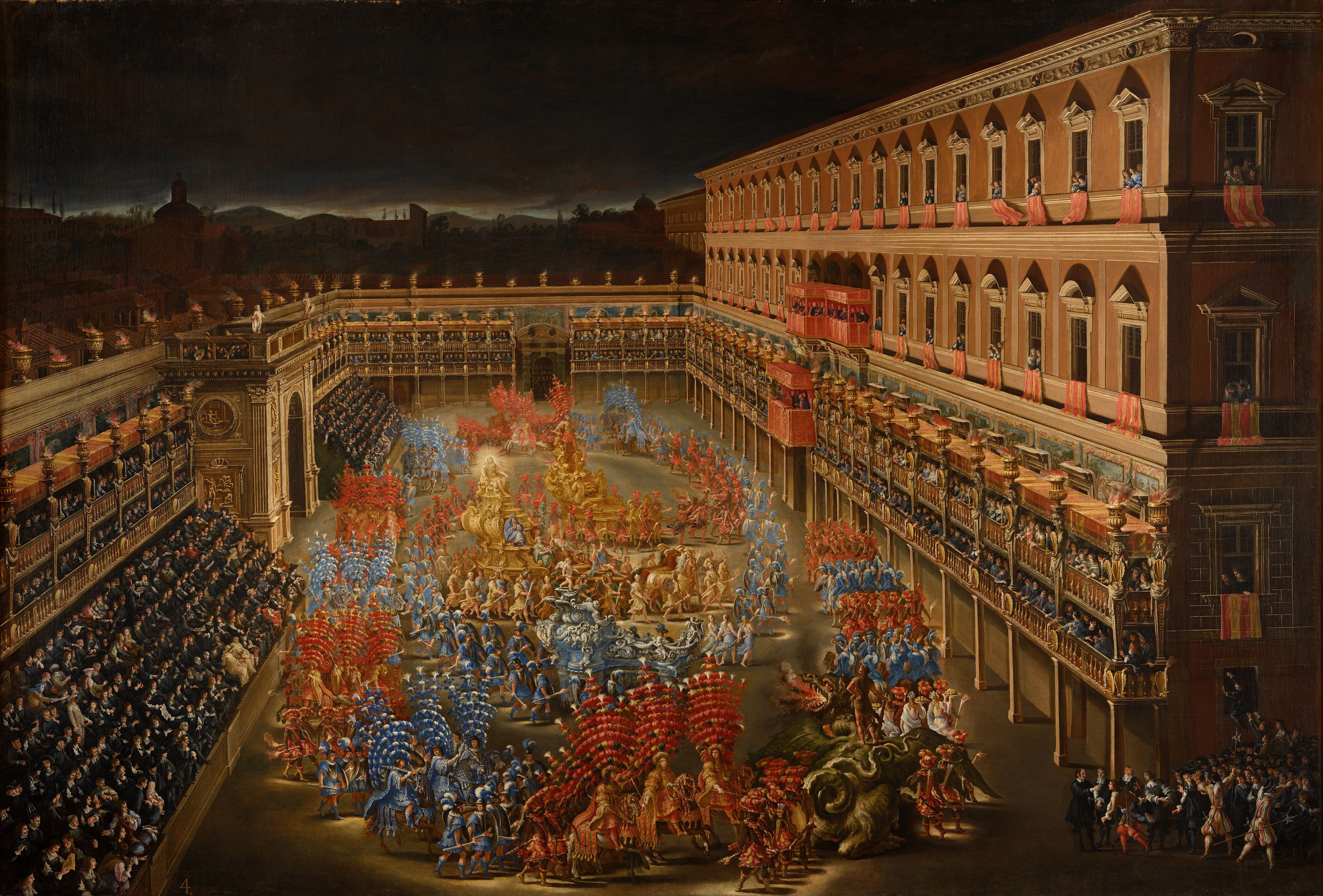
La Giostra dei Caroselli, Celebrazioni per Cristina di Svezia a palazzo Barberini il 28 febbraio 1656 quando venne messa in scena un'opera di Marco Marazzoli.

L'arrivo dell'ex regina di Svezia nello Stato Pontificio fu davvero trionfale. Nel suo viaggio Cristina fece tappa in varie città, fra cui Mantova, Ferrara, Bologna, Forlì, Rimini e Fano. Del suo passaggio per Forlì le cronache testimoniano che vi fu accolta con pubblici festeggiamenti dal governatore cittadino Fulvio Petrocci, insieme col legato di Romagna, cardinale Acquaviva, nonché da molti gentiluomini. A Pesaro, invece, Cristina incontrò il marchese Santinelli, noto poeta del quale ammirava gli scritti. A Fano venne accolta dalla comunità benedettina presso l'eremo di Monte Giove, e nel Palazzo Malatestiano lungo Via Montevecchio venne aperto appositamente per il suo passaggio uno stretto passo carraio detto "Arco della Regina", rimasto aperto fino al 1928 circa.
Infine, in una Roma ormai libera dal dominio di Olimpia Maidalchini, la regina Cristina fu accolta con grandi onori e feste dal nuovo papa Alessandro VII Chigi, che aveva appena sostituito Innocenzo X Pamphili, e dalla nobiltà romana. Il 20 dicembre di quello stesso anno, l'ex sovrana raggiunse il Vaticano a bordo di una lettiga appositamente disegnata per lei da Gian Lorenzo Bernini, del quale divenne grande amica e andandolo a trovare spesso nel suo studio; in suo onore, fu lo stesso Bernini a restaurare la famosa Porta del Popolo, sulla quale può ancor oggi esser letta la scritta che inneggia al «suo felice e fausto ingresso» in città il 23 dicembre 1655 («Felici faustoque ingressui»), che è posta sotto al simbolo araldico dei Chigi cinto dai fasci di spighe dei Vasa.
Giunta nella Basilica di San Pietro, l'ex sovrana si inginocchiò di fronte all'altare e, il giorno di Natale, ricevette tutti i sacramenti per mano dello stesso Papa. In onore del pontefice e della Madonna, Cristina prese i nomi ulteriori di Alessandra Maria. Il suo status era quello di una delle più notevoli donne convertite al cattolicesimo. Tra l'altro il suo arrivo a Roma cadeva durante il periodo di festeggiamenti per l'anniversario di Alessandro VII, occasione per splendidi festeggiamenti che la tennero occupata sino a quando non si insediò ufficialmente a palazzo Barberini, ove Cristina venne accolta da una folla di 6000 spettatori oltre che da una processione di cammelli ed elefanti abbigliati all'orientale e con torri in legno sulle loro groppe.

### Palazzo Farnese

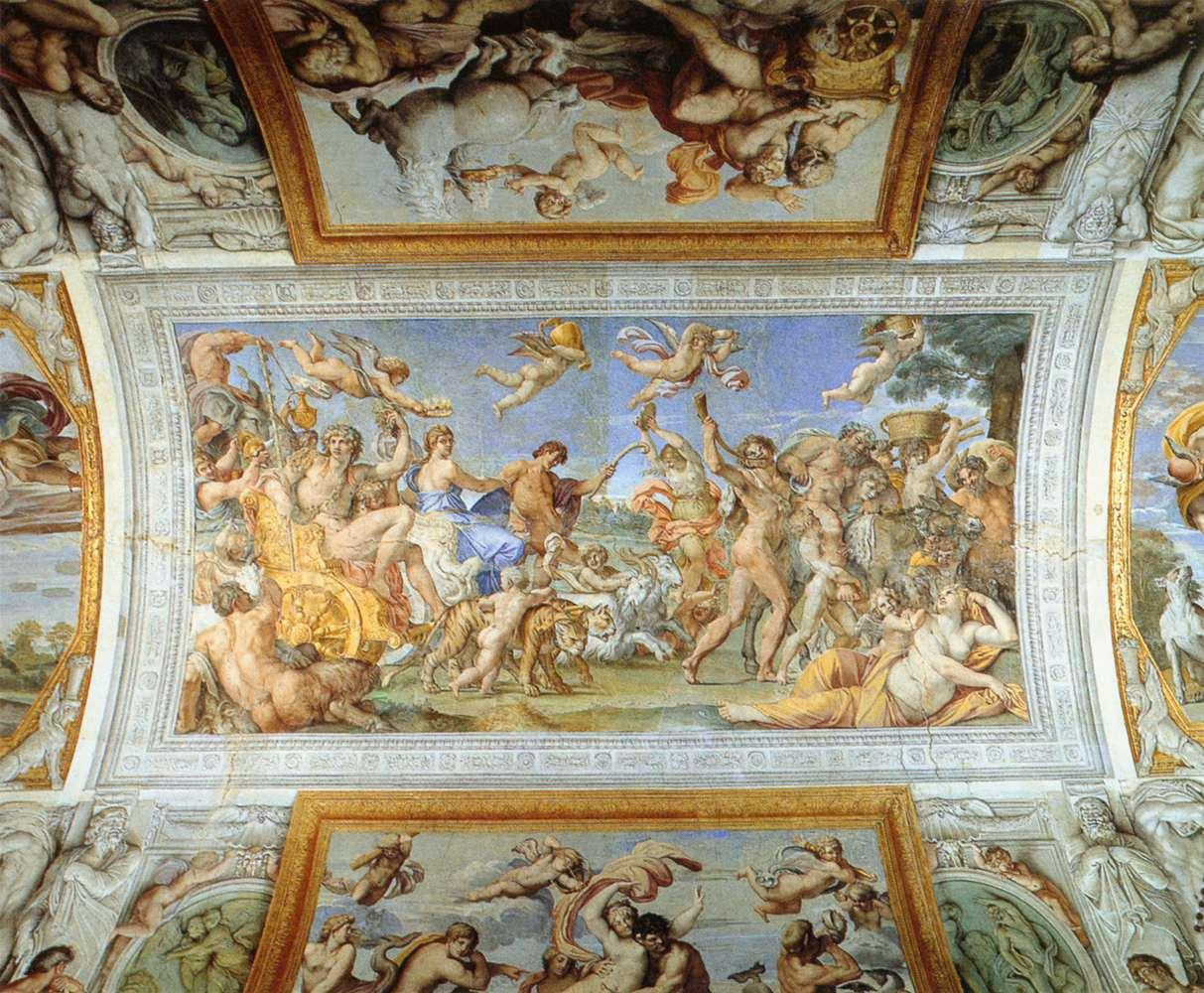
Il soffitto della Galleria Farnese decorato da Annibale Carracci a palazzo Farnese.

Cristina si insediò a palazzo Farnese che era appartenuto al duca di Parma, accanto alla chiesa di Santa Brigida, un'altra donna svedese che aveva scelto di risiedere a Roma. Cristina decise di aprire un'accademia a palazzo il 24 gennaio 1656, detta Accademia Reale, con l'obbligo per i partecipanti di aderire alla musica, al teatro, alla letteratura e alle lingue. Tutti i venerdì l'ex sovrana apriva la residenza ai visitatori più abbienti e li intratteneva con discussioni intellettuali. Uno degli appartenenti al circolo fu Francesco Negri, un francescano originario di Ravenna che fu il primo a giungere a capo Nord in Norvegia, spedizione che condusse per conto della regina, alla quale inviò lettere continue lungo il suo percorso. Un altro francescano che prese parte all'accademia fu lo svedese Lars Skytte, il quale, sotto il nome di padre Lorenzo, prestò servizio come confessore della regina per otto anni. Questi era stato pupillo di Johannes Matthiae Gothus, e suo zio era stato insegnante di Gustavo II Adolfo di Svezia. Come diplomatico in Portogallo egli si era convertito ed aveva chiesto di essere trasferito a Roma all'arrivo di Cristina.
Come Cristina aveva temuto, la pubblicazione della sua professione di fede cattolica rallentò l'afflusso del suo appannaggio dalla Svezia, e Cristina iniziò a vivere di offerte e prestiti, al punto che i suoi servi dovettero utilizzare le porte del palazzo per riscaldare le grandi stanze, senza che poi questi danni le venissero addebitati.

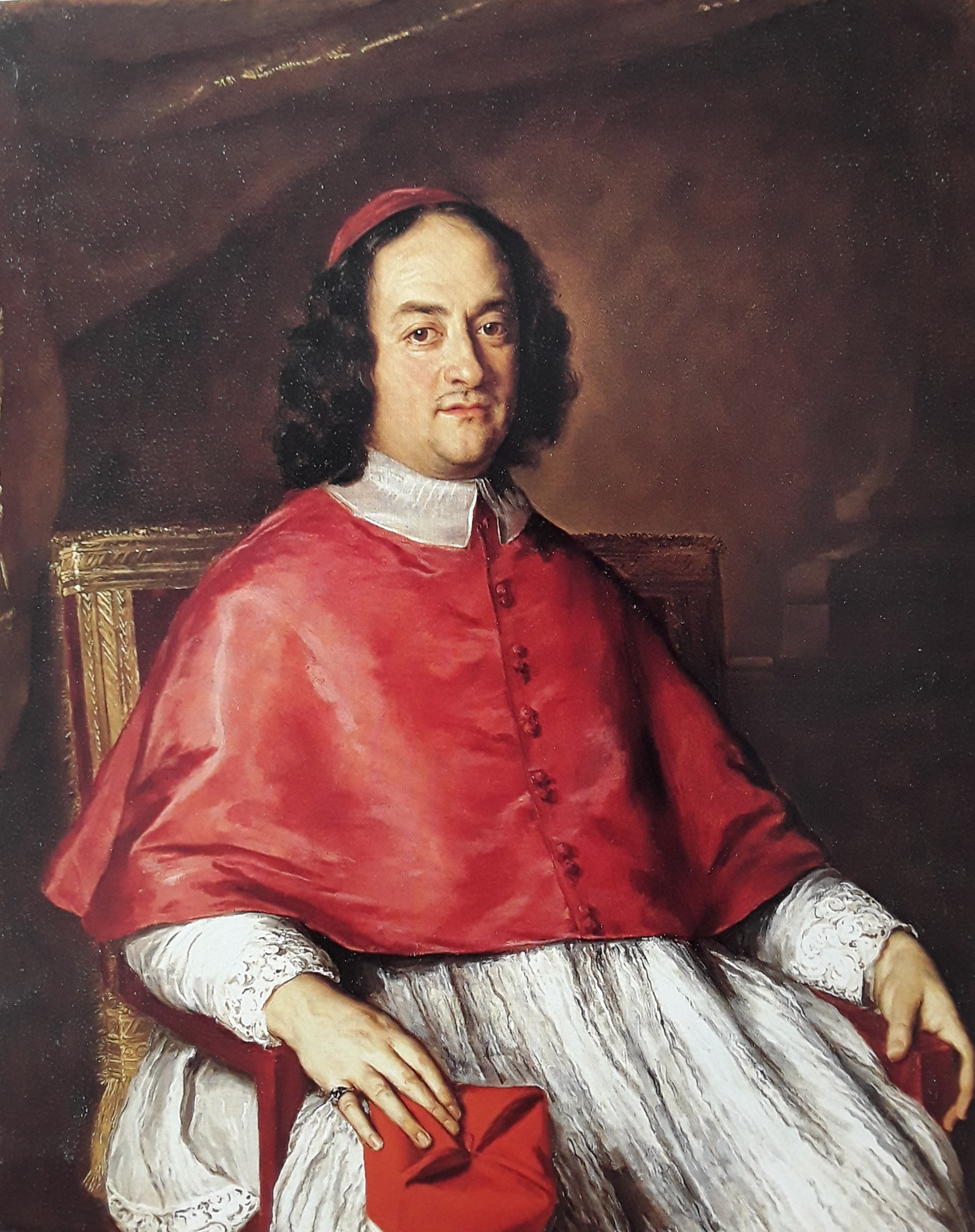
Il cardinale Decio Azzolino, amico della regina Cristina di Svezia a Roma

La ventinovenne Cristina era ancora piacente e questo portò spesso al nascere di molti pettegolezzi sul suo conto, come per la sua amicizia col cardinale Decio Azzolino, che era stato segretario dell'ambasciatore in Spagna e responsabile per la corrispondenza del Vaticano presso le corti europee. Egli era inoltre a capo dello Squadrone Volante, un movimento di liberi pensatori all'interno della Chiesa cattolica. Cristina e Azzolino erano così uniti che ad un certo punto per la rispettabilità di entrambi dovette intervenire il Papa che pregò il cardinale di voler limitare le sue visite all'ex sovrana pur mantenendone l'amicizia per tutta la vita. In una lettera ad Azzolino, Cristina scrisse in francese di non voler recare offesa né a Dio né al cardinale con il suo stretto legame, ma che questo "non mi impedisce di volerle bene sino alla morte, e dal momento che la pietà di Dio le impedisce di essere il mio amante, la sollevo dall'essere mio servo, come io dall'essere sua schiava".
Avendo nuovamente esaurito i fondi a sua disposizione, Cristina si risolse a recarsi in visita in Francia ove venne trattata con grande rispetto da Luigi XIV, pur scandalizzando la raffinata corte di Francia coi suoi modi semplici e disinvolti. Di lei scrisse in quest'epoca Anna Maria Luisa d'Orléans, duchessa di Montpensier, in una sua lettera: "mi ha sorpreso molto: applaude le parti che le sono piaciute delle rappresentazioni ringraziando Dio per la bravura degli attori, si getta sulla sua sedia, accavalla le gambe e poggia le braccia sui braccioli in maniera poco elegante, assumendo posture che ho visto assumere solo da Travelin e Jodelet, due famosi buffoni di corte… È per tutti gli aspetti una creatura straordinaria".

### Il tentativo di ascesa al trono napoletano e l'omicidio del marchese Monaldeschi

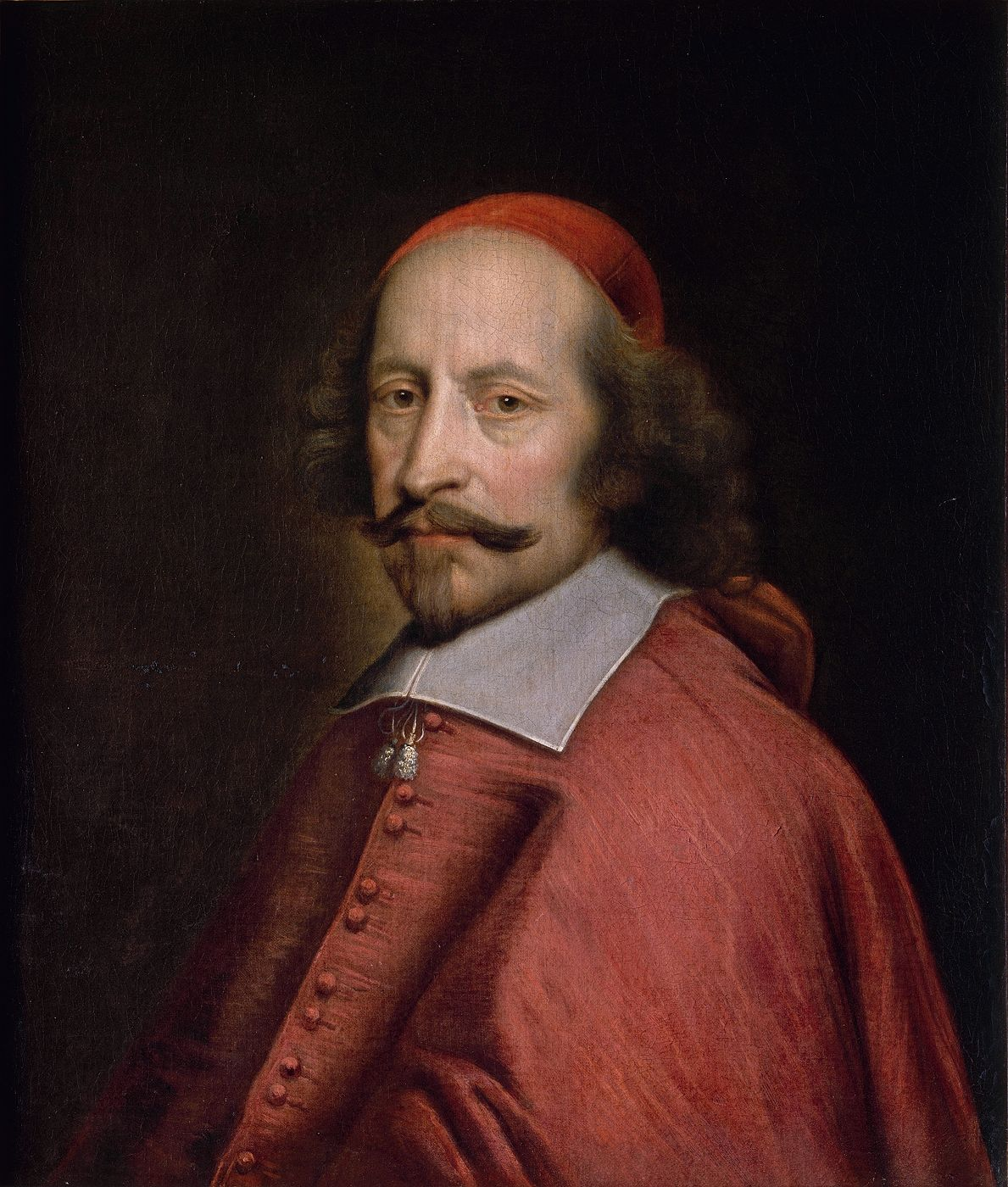
Il cardinale Giulio Mazzarino, primo ministro di Francia, che tentò di far ascendere Cristina al trono napoletano

Il re di Spagna all'epoca regnava anche sul ducato di Milano, sul regno di Sardegna e sul regno di Napoli e Sicilia. Il politico francese Giulio Mazzarino, anch'egli italiano, aveva tentato di liberare Napoli dal governo spagnolo fomentando la popolazione locale insofferente, ma la sua spedizione a questo scopo del 1654 era fallita. Il cardinale considerava pertanto ora Cristina come una valida regina per Napoli, ancor più che la popolazione locale non voleva italiani sul trono napoletano. Nell'estate del 1656 Cristina salpò da Ostia per raggiungere Marsiglia e da lì proseguire in carrozza sino a Parigi per meglio discutere l'argomento col primo ministro francese, anche se la causa ufficiale del suo viaggio fu la negoziazione di un emolumento da concordarsi col re di Svezia.
Il 22 settembre 1656 l'accordo tra Cristina e Luigi XIV era ormai pronto. Il re francese avrebbe promosso Cristina come monarca per i napoletani e lei avrebbe dovuto per il futuro prevenire ulteriori aggressioni da parte della Spagna. Il giorno successivo la regina lasciò Parigi per Pesaro, ove si stabilì per qualche tempo in attesa dell'arrivo dei francesi. Con il possesso del regno di Napoli, infatti, la regina sarebbe stata finanziariamente indipendente dal re di Svezia ed in grado di negoziare la pace tra Francia e Spagna. Mazzarino, ad ogni modo e per maggiore sicurezza, aveva proposto un metodo alternativo per assicurare la pace tra i due paesi, ovvero il matrimonio tra Luigi XIV e la sua prima cugina, Maria Teresa di Spagna, unione che ebbe luogo nel 1660 e che fece pertanto sfumare il progetto di Cristina come regina di Napoli.
Nell'estate del 1657 Cristina fece ritorno in Francia, ufficialmente per visitare la città papale di Avignone, ma in realtà per abbandonare Roma infestata dalla peste. Nell'ottobre di quello stesso anno, le vennero assegnati alcuni appartamenti al castello di Fontainebleau. Fu durante questo periodo che commise un atto che getterà un'ombra sulla sua figura, ovvero l'esecuzione del marchese Gian Rinaldo Monaldeschi, suo capo stalliere.
Per due mesi, Cristina aveva sospettato Monaldeschi di non esserle leale e fece controllare segretamente tutta la sua corrispondenza, il che le rivelò che egli stava tramando contro di lei. Un giorno Monaldeschi venne chiamato a convenire con la regina in una galleria del palazzo al fine di discutere alcune tematiche relative alla giustizia e quando i due giunsero alla voce "tradimento" il marchese non ebbe dubbi nel ribadire che i traditori dovessero essere puniti con la morte. Fu a quel punto che la sovrana estrasse le prove della sua infedeltà contenute nelle sue lettere. Le Bel, un sacerdote che risiedeva al castello, sentì la confessione del marchese nella Galerie des Cerfs e fece irruzione nella stanza per dissuadere la regina dall'applicare una pena così forte, ma Cristina si dimostrò inflessibile e, sebbene il marchese indossasse una cotta di maglia, fu trafitto da due servi. Cristina, attonita e disgustata dall'atteggiamento del nobile defunto, decise ad ogni modo di provvedere degnamente alla sua sepoltura nella chiesa locale del castello, pagando all'abbazia locale le messe per un anno in salvezza dell'anima di lui. Le Bel scrisse a proposito di questo evento: "era dispiaciuta di essere stata costretta a questa esecuzione, ma era convinta che la giustizia venisse prima di ogni cosa nel crimine del tradimento. Fu lei stessa a chiedere perdono a Dio".

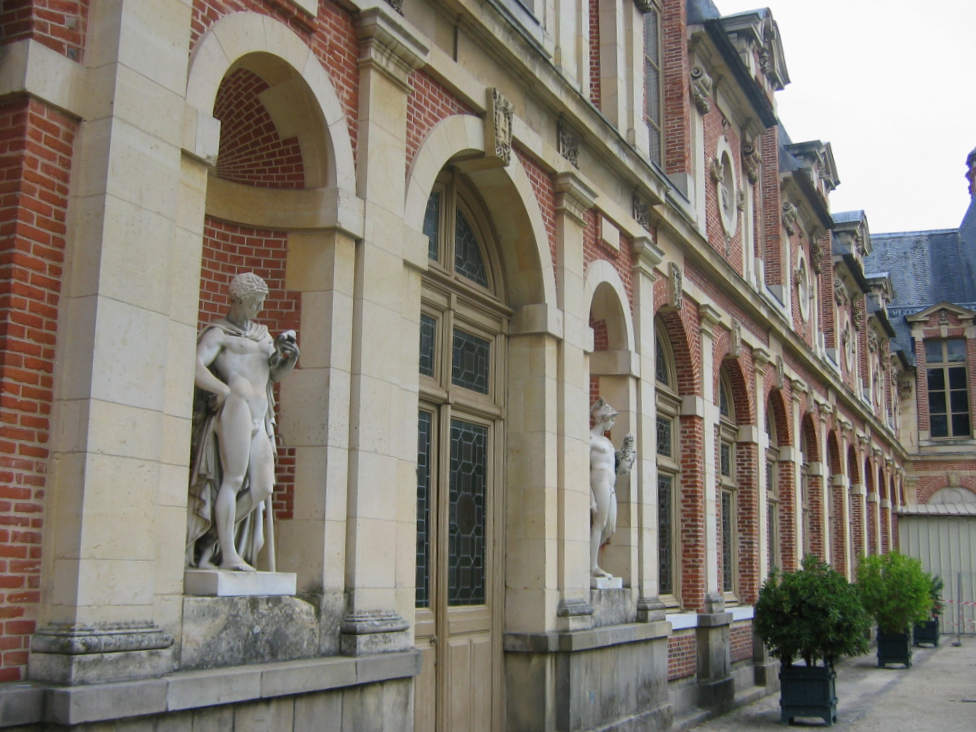
L'esterno della Galerie des Cerfs a Fontainbleau

Mazzarino consigliò a Cristina di addossare la colpa di questa uccisione a Santinelli che sarebbe stato quindi allontanato dalla corte, ma lei insistette nel ritenersi la sola responsabile della morte del marchese. Cristina dunque scrisse dell'accaduto a Luigi XIV, che appena due settimane dopo senza preavviso si recò a Fontainbleau in visita all'amica. A Roma la popolazione era divisa, in quanto Monaldeschi era pur sempre un nobile italiano ucciso all'estero e alcuni non credevano possibile che la regina fosse coinvolta in questa barbarie.
L'uccisione di Monaldeschi, secondo le leggi vigenti all'epoca, era ad ogni modo legale dal momento che Cristina aveva diritto di giudizio sui membri della sua corte, così come sostenuto anche da Gottfried Leibniz. Del resto, poi, come enfatizzato da molti suoi contemporanei, il senso dello Stato e del dovere era molto forte in Cristina e questo la spingeva a compiere atti fuori dall'ordinario, nel bene e nel male, al punto che continuò a ritenersi regina regnante per il resto della sua vita. Quando la sua amica e confidente Angela Maddalena Voglia venne inviata in un convento per ordine del Papa così da portarla lontano da una possibile relazione con un cardinale del Sacro Collegio, Angela riuscì a fuggire dal monastero dove era vessata dal locale abate e trovò rifugio presso Cristina. Cristina a questo punto si sentì autorizzata ad emettere una sentenza di condanna a morte nei confronti dell'abate, cosa che non le competeva, ma il religioso riuscì a salvarsi fuggendo. Mentre si trovava in Francia l'ex sovrana era intenzionata a visitare l'Inghilterra, ma non ebbe incoraggiamenti in tal senso da Oliver Cromwell. Fece ritorno poco tempo dopo a Roma per riprendere la sua passione per le arti e per le scienze.

### Il ritorno a Roma

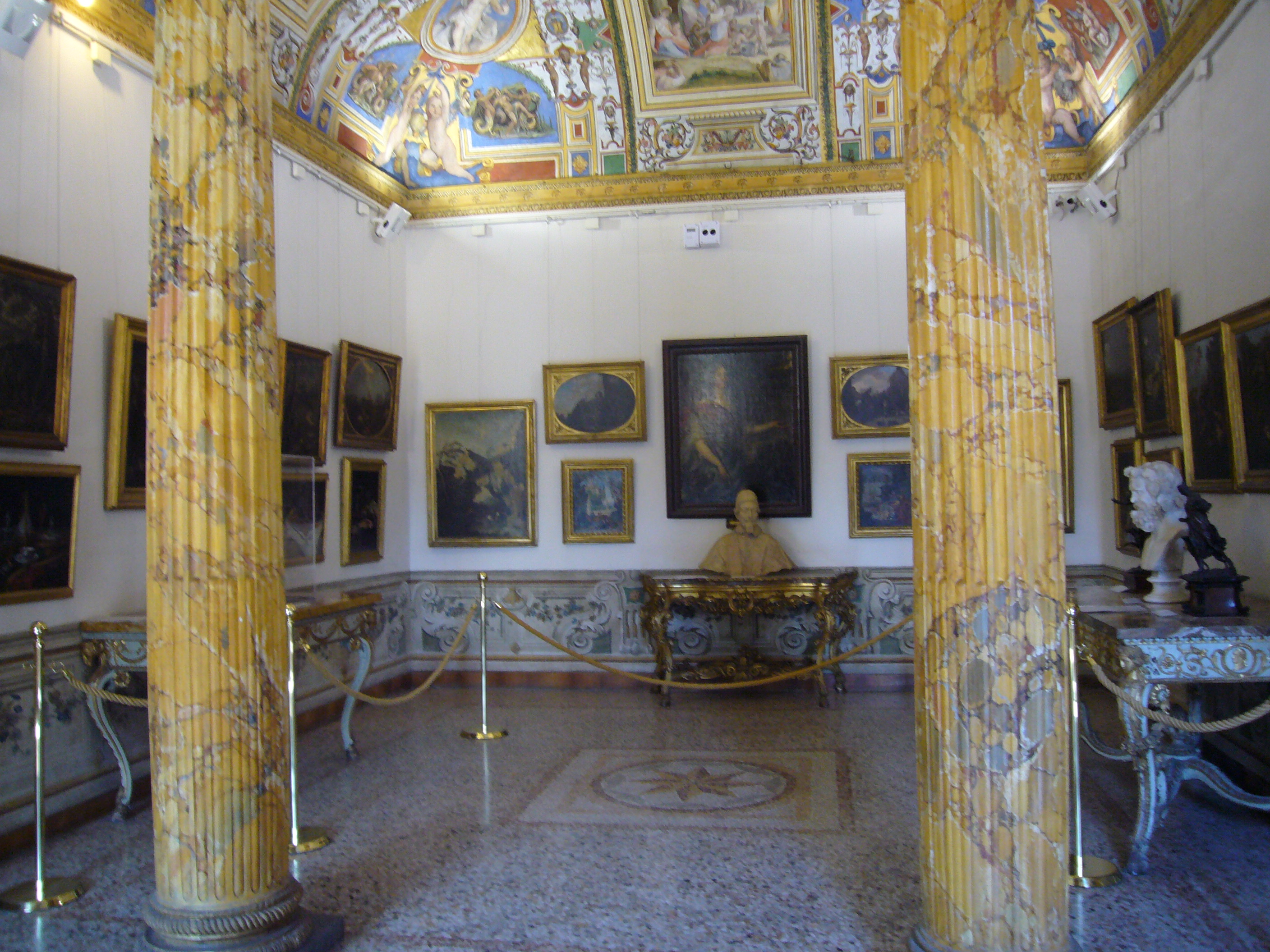
La sala che servì come camera da letto della regina Cristina a palazzo Corsini alla Lungara.

Il 15 maggio 1658, Cristina fece ritorno a Roma per la seconda volta, questa volta senza trionfi. La sua popolarità, infatti, era di molto calata dopo l'esecuzione del marchese Monaldeschi al punto che lo stesso Alessandro VII rimase nella sua residenza estiva e non concesse ulteriori visite alla donna della quale gli erano state riferite tante barbarie.
Inizialmente Cristina di Svezia risiedette presso palazzo Rospigliosi, appartenente a Mazzarino e non lontano dal palazzo del Quirinale. Quando nel luglio del 1659 fu lo stesso Papa a chiedere all'ex sovrana di allontanarsi dalla corte pontificia, dopo un periodo passato nella villa Farnesina alla Lungara (oggi sede dell'Accademia dei Lincei), lei scelse di insediarsi nel prospiciente bel palazzo Riario alla Lungara (oggi Palazzo Corsini alla Lungara, sede della Galleria Nazionale d'Arte Antica in palazzo Corsini), affittato dai Riario nel 1659, ma divenuto la sua residenza definitiva solo dal 1663, il cui grande parco (ora sede dell'Orto botanico di Roma) saliva fino in cima al Gianicolo. Ancora una volta il contratto di affitto venne sottoscritto dal cardinale Azzolino, che assicurò l'ex regina di aver interceduto per lei presso il Pontefice e che quest'ultimo si era risolto a concederle una pensione adeguata al suo status.
Qui Cristina, che idealmente non aveva mai rinunciato al titolo di regina, installò la sua piccola corte, e di palazzo Riario fece la base di intrighi, viaggi diplomatici, feste e avventure galanti - ma anche di vaste relazioni intellettuali (culminate nel 1674 nella creazione della Accademia Reale - che fu l'origine dell'Accademia dell'Arcadia - cui si aggiunse una Accademia di Fisica, Storia naturale e Matematica. All'interno del palazzo non trovavano spazio prestigiose collezioni d'arte antica come in uso per l'epoca, né quadri di artisti del nord Europa, ma piuttosto nelle sale di rappresentanza si trovavano i ritratti del cardinale Azzolino, del Bernini, di Ebba Sparre, di Cartesio, dell'ambasciatore Chanut e del dottor Bourdelot, tutti personaggi che avevano segnato in qualche modo la sua vita.

### L'ultima visita in Svezia

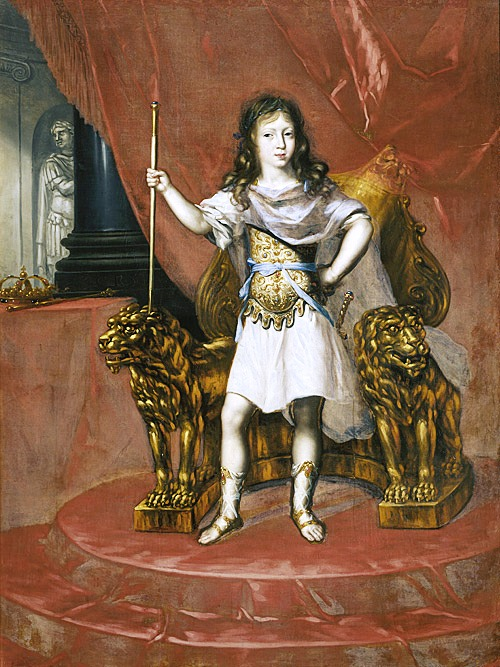
Carlo XI all'età di cinque anni, nelle vesti di imperatore romano. Ritratto di David Klöcker Ehrenstrahl.

Nell'aprile del 1660, Cristina venne informata della morte di Carlo X, avvenuta nel febbraio di quello stesso anno. Il figlio di questi, Carlo XI di Svezia, aveva appena cinque anni. Quell'estate stessa, Cristina decise di recarsi in Svezia per puntualizzare che la sua volontà di abdicare sei anni prima era stata dettata dal voler lasciare il suo trono a Carlo X e ai suoi eredi e pertanto, se Carlo XI fosse morto, il trono sarebbe tornato nuovamente nelle sue mani. Purtroppo però, la sua condizione di sovrana cattolica le avrebbe impedito questa eventualità, al punto che durante la sua permanenza a Stoccolma le venne impedito di assistere o di far celebrare messe secondo il rito romano. Pertanto cercò rifugio nel suo feudo di Norrköping ove fu costretta a sottoscrivere un'ulteriore rinuncia al trono svedese, trascorrendo poi un anno ad Amburgo per ottenere le finanze necessarie per ritornare a Roma, servendosi del banchiere ebreo Diego Teixeira Sampayo per saldare i propri debiti.
Nell'estate del 1662, Cristina giunse a Roma per la terza volta, questa volta per far seguito ad anni felici nella Città Eterna. I contrasti col Papa vennero risolti, ma nel 1667 l'ex sovrana venne costretta a tornare ancora in Svezia per risolvere alcune faccende e proprio in quell'anno morì anche Alessandro VII. Il nuovo papa Clemente IX era stato un ospite fisso al palazzo della regina di Svezia a Roma. Presa dalla gioia di questa nuova elezione, Cristina diede una grande festa ad Amburgo dove si trovava a soggiornare presso la casa dei Teixeira ma, dimenticandosi che quella era una terra protestante, la regina abbandonò ben presto il ricevimento fuggendo da una porta segreta per poi tornare a Roma definitivamente.

### Il definitivo ritorno a Roma e la morte

Veduta di Roma ad opera di Gaspar van Wittel. Il Teatro Tordinona è posto nella parte sinistra del dipinto, presso il Tevere, non lontano da Castel Sant'Angelo.

Il quarto ed ultimo ingresso di Cristina a Roma ebbe luogo il 22 novembre 1668. Clemente IX si recò subito in visita alla sovrana e quando questi morì per un attacco cardiaco, Cristina volle visitarlo sul letto di morte. In questi anni assunse come suo confessore il portoghese António Vieira.
Durante questo quarto periodo della sua permanenza romana, Cristina di Svezia diede ordine di aprire un teatro personale nel piano superiore del palazzo ove risiedeva per poi proseguire nel 1671 con l'apertura del primo teatro pubblico di Roma nell'ex prigione di Tor di Nona, ad opera del suo segretario francese Giacomo d'Alibert. Nel 1672, come ultima speranza in campo politico, venne menzionata come una delle candidate ideali per la successione al trono di Polonia dopo la morte di Giovanni II Casimiro Vasa, ma il progetto fu presto archiviato per via dei forti scontri tra la fine del Cinquecento e l'inizio del Seicento con Sigismondo III di Svezia, suo antenato.
A tale insuccesso si aggiunse il mutato atteggiamento papale rispetto alle recitazioni pubbliche che Cristina patrocinava: Clemente X, una volta salito al soglio pontificio, preoccupato per gli effetti che tali spettacoli potessero avere sulla pubblica morale, proibì l'apertura di nuovi teatri mentre con papa Innocenzo XI le cose peggiorarono ulteriormente. Il nuovo Pontefice, infatti, di carattere rigido e profondamente austero, proibì ogni spettacolo teatrale, relegò a granaio il teatro di Tor di Nona, nonostante molti cardinali ed esponenti del clero romano spesso prendessero parte alle rappresentazioni, e vietò alle donne di recitare, di cantare e di vestire abiti scollati. Cristina riteneva queste restrizioni completamente insensate, e lasciava che nel suo teatro personale si continuasse a praticare il teatro come sempre.
Mantenendo la qualifica di promotrice dell'arte e della musica, Cristina nominò Carlo Ambrogio Lonati e Giacomo Carissimi quali suoi maestri di cappella, Lelio Colista fu suo liutista, Loreto Vittori e Marco Marazzoli suoi cantanti e Sebastiano Baldini svolse l'incarico di librettista. Compositori al suo servizio furono Alessandro Stradella e Bernardo Pasquini; Arcangelo Corelli le dedicò la sua prima opera, Sonata da chiesa opus 1, e sempre per lei Alessandro Scarlatti diresse l'orchestra durante i tre giorni di festa per le celebrazioni dell'incoronazione di Giacomo II d'Inghilterra nel 1685.

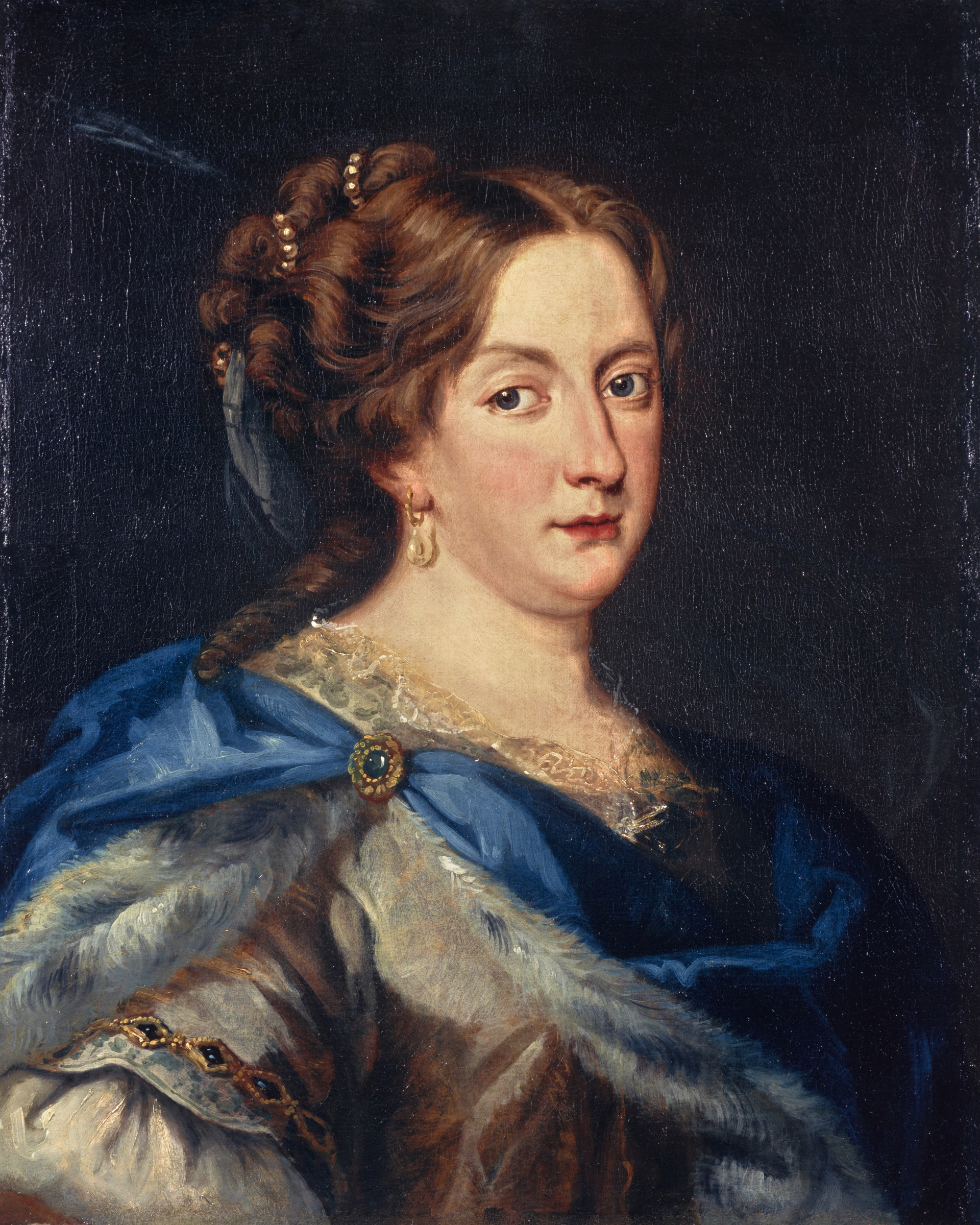
Cristina di Svezia in età relativamente giovane. Ritratto di Jacob Ferdinand Voet

Il suo spirito politico e ribelle condusse Cristina a mantenere una forte capacità decisionale anche dopo molto tempo dalla sua abdicazione e rinuncia al trono svedese. Quando Luigi XIV di Francia revocò l'editto di Nantes, abolendo i diritti dei protestanti francesi (ugonotti), Cristina, strenua cattolica, il 2 febbraio 1686 scrisse una lettera indignata all'ambasciatore francese Cesar d'Estrees, e il 15 agosto 1686, in risposta ad un provvedimento pontificio di Clemente X che proibiva agli ebrei di uscire per le strade durante il carnevale, emanò un decreto col quale dichiarò che tutti gli ebrei di Roma che lo avessero voluto, avrebbero potuto porsi sotto la sua speciale protezione. Cristina siglò la lettera come la Regina in pretesa del trono di Svezia.
Cristina rimase molto tollerante durante il resto della sua vita ed assunse come suo teologo privato il sacerdote spagnolo Miguel de Molinos, perseguitato dall'inquisizione per il suo insegnamento che prevedeva che il peccato appartenesse alla parte più recondita dell'uomo e che di fatto non dipendesse dal libero arbitrio dell'uomo. Cristina gli inviò cibo e centinaia di lettere mentre questi si trovava rinchiuso a Castel Sant'Angelo.
Nel febbraio del 1689 la sessantaduenne Cristina si ammalò seriamente dopo una visita ai templi della Campania al punto da rendere necessaria per lei l'unzione degli infermi. Ad un certo punto sembrò riprendersi, ma a metà di aprile peggiorò ulteriormente a causa di un'infezione batterica che le portò l'erisipela, seguita poi da una polmonite e da febbre alta. Sul letto di morte inviò una lettera al Papa chiedendo di perdonarla per le offese recate.
Morì il 19 aprile 1689, confortata solo dal cugino, il marchese Michele Garagnani, e dal fedele cardinale Azzolino che presenziò al suo capezzale sino alla sua dipartita. Quest'ultimo ne divenne l'erede universale, ma morì poco dopo (l'8 giugno 1689), lasciando i beni al nipote Pompeo Azzolino. Tra le molte e preziose opere della collezione della regina, Pompeo vendette una Venere che piange Adone di Paolo Veronese che oggi, dopo una serie di acquisti e compravendite, si trova infine al Museo Nazionale di Stoccolma. Il patrimonio artistico che arricchiva il palazzo Riario andò disperso a prezzi irrisori tra i nobili romani, mentre il successivo Papa, Alessandro VIII, comprò "per un pezzo di pane" la splendida biblioteca.

### La sepoltura

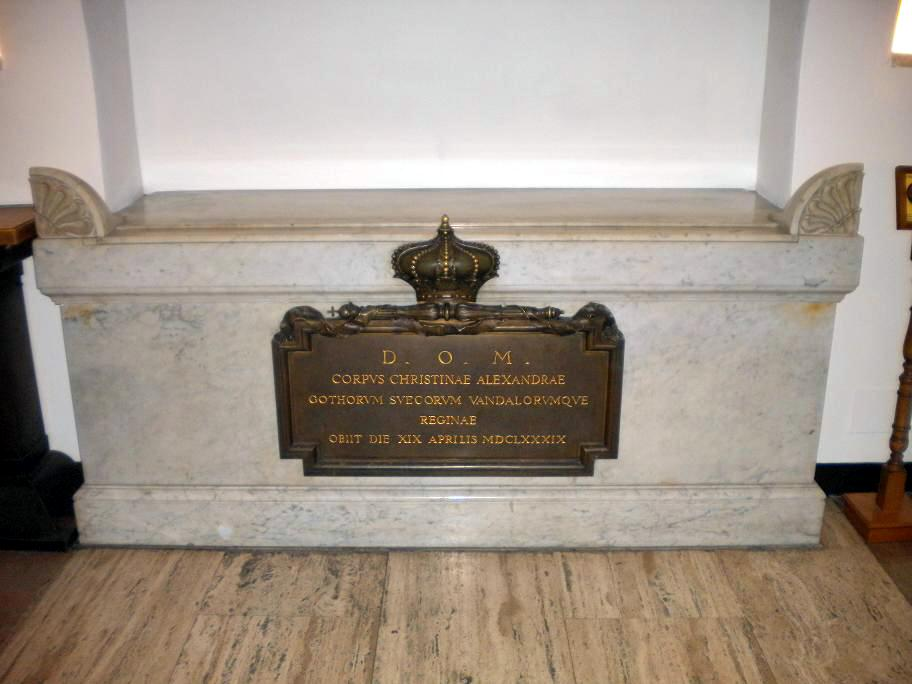
Sarcofago della regina Cristina di Svezia (Grotte Vaticane)

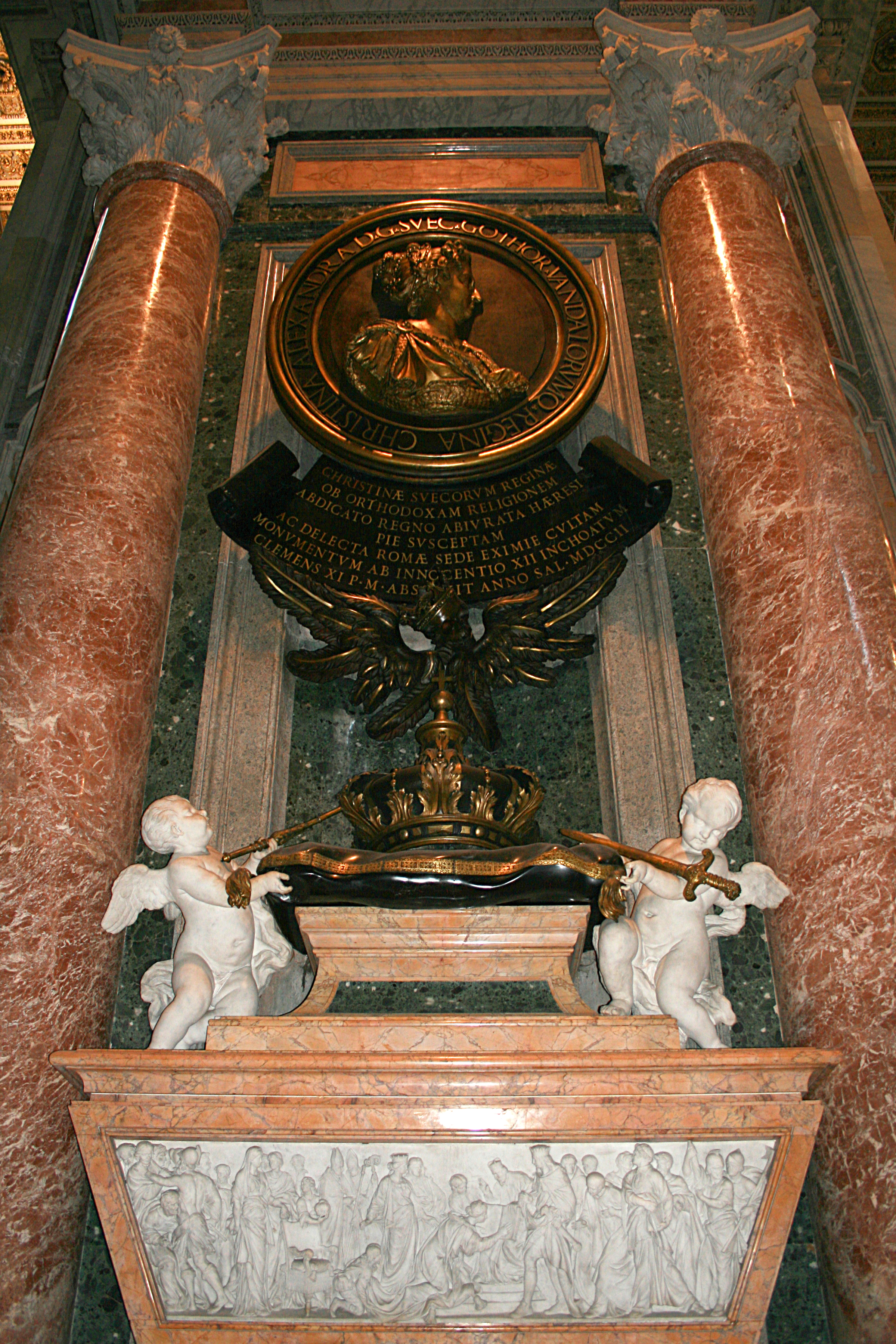
Il monumento alla regina Cristina di Svezia nella basilica di San Pietro a Roma.

Cristina aveva chiesto di essere sepolta in una tomba semplice, ma il Papa alla sua morte insistette per prima cosa nel volerla esporre su un lit de parade per quattro giorni a palazzo Riario. La regina venne imbalsamata, vestita di broccato bianco e le vennero posti una maschera d'argento sul viso, uno scettro tra le mani e una corona di metallo smaltato sul capo. "La regina indossa il suo mantello, decorato con centinaia di corone e bordato di ermellino, guanti di seta ed un paio di stivali di stoffa molto eleganti". Il suo corpo venne posto in tre bare, una di cipresso, una di piombo e l'ultima di quercia. La processione del funerale venne guidata dalla chiesa di Santa Maria in Vallicella sino alla basilica di San Pietro, dove la regina venne sepolta nelle Grotte Vaticane – una delle sole tre donne ad aver avuto questo privilegio. Tale beneficio le venne accordato anche in ricordo della tradizione che vedeva la sepoltura presso la basilica vaticana per i re sassoni che tra il IX e X secolo vi si recavano per convertirsi al cristianesimo. I suoi intestini vennero posti in un'urna separata.
Nel 1696 papa Innocenzo XI commissionò un monumento in onore della defunta regina, concluso nel 1702, in commemorazione della sua prodigiosa conversione e per la gratitudine che anche la città di Roma le doveva. Questo monumento venne posto nel corpo stesso della basilica vaticana e supervisionato nell'esecuzione dall'architetto Carlo Fontana. Cristina venne ritratta in un medaglione di bronzo dorato modellato da Giovanni Giardini, supportato da uno scheletro coronato posto su un cuscino sorretto da due puttini in marmo bianco scolpiti da Lorenzo Ottoni. Tre rilievi sottostanti dello scultore francese Teudon rappresentano tre momenti della sua vita come la sua rinuncia al trono svedese, l'abiura al protestantesimo fatta nel 1655 nella cattedrale di Innsbruck e l'allegoria della fede trionfante sull'eresia.

## Aspetto fisico e comportamento

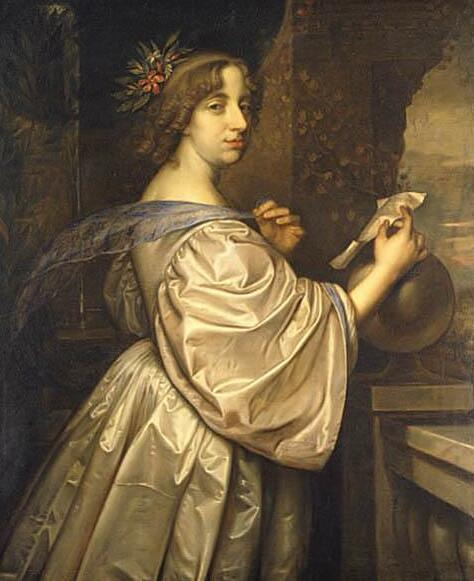
Cristina di Svezia in un ritratto di David Beck

Molti dei racconti storici sul conto della regina di Svezia includono riferimenti alle sue caratteristiche fisiche e al suo stile di vita e di vestiario poco femminili.
Già all'atto della nascita un equivoco sembrò segnare il futuro della giovane principessa che venne inizialmente riconosciuta come maschio per via da una spiccata ipertrofia clitoridea; l'equivoco durò poco ma a sufficienza perché il padre gridasse alla nascita di un erede maschio. Sin da giovane, inoltre, Cristina di Svezia sarebbe stata dotata di un carattere particolarmente mascolino, che presumibilmente anche il padre, che volle educarla "come un principe", accettò e in qualche modo assecondò. La futura regina era inoltre particolarmente predisposta all'esercizio fisico e ai giochi praticati dai suoi cugini maschi e apprese facilmente le attività della caccia e dell'equitazione.

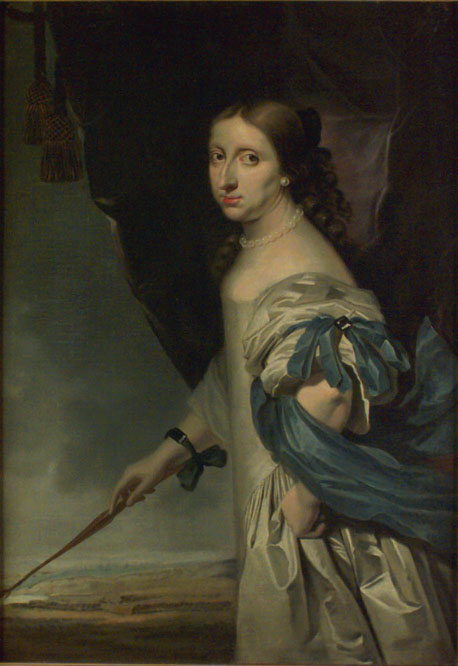
Ritratto della regina Cristina di Svezia del 1661 ad opera di Abraham Wuchters.

Dal 1665, secondo la testimonianza di Edward Browne, Cristina era solita indossare un giustacuore di velluto, una cravatta ed una parrucca maschile. Secondo il duca Enrico II di Guisa, "indossa scarpe da uomo e la sua voce così come le sue azioni sono simili a quelle di un uomo".
Ciò che cambiò radicalmente il suo modo di agire e di vestire fu il periodo trascorso a Roma, dove incontrò il cardinale Decio Azzolino col quale iniziò un'amicizia. Come riportarono i contemporanei, la "dormiente femminilità di Cristina venne a risvegliarsi", lasciando che lei abbandonasse i vestiti da uomo per darsi ai décolleté con gran dispiacere del Papa. Quando Azzolino venne allontanato da lei, Cristina riprese a vestirsi da uomo.

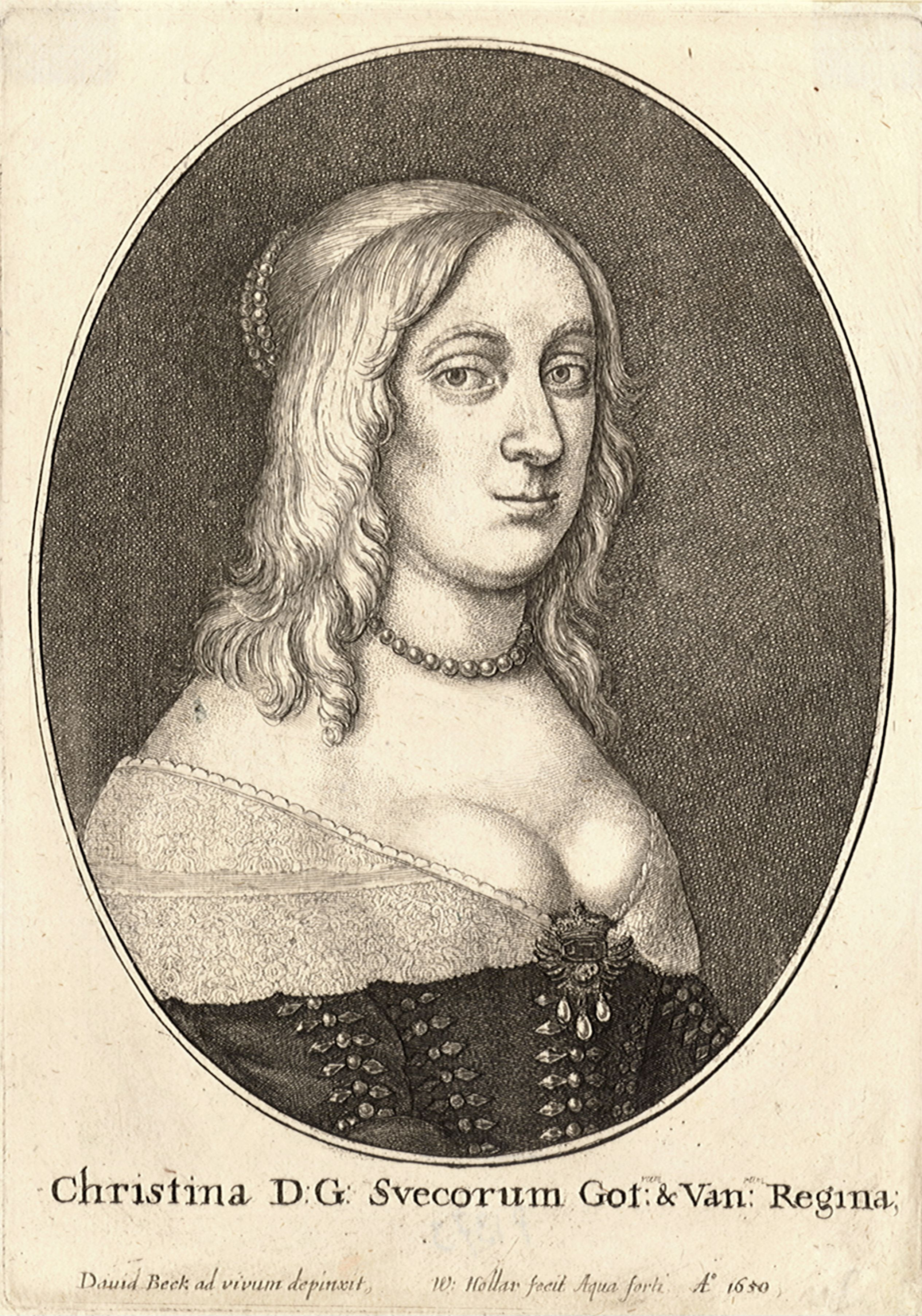
La regina Cristina di Svezia in un'incisione di Wenceslas Hollar tratta da un dipinto ad olio di David Beck.

Pur con l'età, Cristina variò di poco. François Maximilian Misson, che la vide nell'aprile del 1688, diede di Cristina quest'immagine:
I dubbi sul suo vero genere, ovvero se fosse una donna o un uomo, portarono a indagini condotte sui suoi resti nel 1965 dall'antropologo svedese Carl-Herman Hjortsjö, il quale non trovò tracce di una intersessualità della regina, ovvero del fatto che fosse dotata sia di organi genitali maschili che femminili. Inoltre l'analisi osteologica di Hjortsjö sullo scheletro della sovrana concluse che ella avesse a tutti gli effetti la tipica struttura corporea femminile.
Cartesio scrisse che Cristina veniva "accusata di essere una lesbica, una ninfomane, una prostituta, un ermafrodito, un’atea".

## Teatro lirico
Jacopo Foroni (1824-1858) compose Cristina, Regina di Svezia per il Teatro di Stoccolma nel 1849 su libretto di Giovanni Carlo Casanova. Al personaggio della regina svedese si ispirò anche l'opera di Sigismund Thalberg Cristina di Svezia, su libretto di Felice Romani, rappresentata per la prima volta a Vienna il 3 giugno 1855.

## Cinema
Famosa è l'interpretazione della regina Cristina da parte della sua connazionale Greta Garbo nel film La regina Cristina del 1933 che, nonostante rispetti solo in parte la verità storica circa la sovrana svedese, all'epoca fu accolto da un grande successo.
Nel film Amori e veleni del 1950 si racconta una storia di amori intrighi e tradimenti in cui è coinvolta, anche se solo come spettatrice, la regina interpretata da Lois Maxwell durante il suo soggiorno a Roma.
Nel 1974 è uscito un altro film sulla sua figura, The abdication, regia di Anthony Harvey, con Peter Finch, Liv Ullmann, Cyril Cusack.
Nel 2015 è stato realizzato il film The Girl King, interpretato da Malin Buska, Sarah Gadon e Michael Nyqvist, diretto da Mika Kaurismäki.
Lewis Gannett nel 1933 recensendo il libro di Elizabeth Goldsmith Christina of Sweden e anticipando il film di Mamoulian, scrisse sull'Herald Tribune: 

## Ascendenza
|                                    |                                        |                                     | Genitori                           |  |  | Nonni |  |  | Bisnonni            |  |  | Trisnonni           |  |
|                                    |                                        |                                     |                                    |  |  |       |  |  | Gustavo I di Svezia |  |  | Erik Johansson Vasa |  |
|                                    |                                        |                                     |                                    |  |  |       |  |  | Gustavo I di Svezia |  |  | Erik Johansson Vasa |  |
|                                    |                                        | Cecilia Månsdotter Eka              |                                    |  |  |       |  |  | Gustavo I di Svezia |  |  |                     |  |
| Carlo IX di Svezia                 |                                        |                                     |                                    |  |  |       |  |  | Gustavo I di Svezia |  |  |                     |  |
|                                    |                                        | Margherita Leijonhufvud             | Erik Abrahamsson Leijonhufvud      |  |  |       |  |  |                     |  |  |                     |  |
|                                    |                                        | Margherita Leijonhufvud             | Erik Abrahamsson Leijonhufvud      |  |  |       |  |  |                     |  |  |                     |  |
|                                    |                                        | Margherita Leijonhufvud             | Ebba Eriksdotter Vasa              |  |  |       |  |  |                     |  |  |                     |  |
| Gustavo II Adolfo di Svezia        |                                        | Margherita Leijonhufvud             |                                    |  |  |       |  |  |                     |  |  |                     |  |
|                                    |                                        | Adolfo di Holstein-Gottorp          | Federico I di Danimarca            |  |  |       |  |  |                     |  |  |                     |  |
|                                    |                                        | Adolfo di Holstein-Gottorp          | Federico I di Danimarca            |  |  |       |  |  |                     |  |  |                     |  |
|                                    |                                        | Adolfo di Holstein-Gottorp          | Sofia di Pomerania                 |  |  |       |  |  |                     |  |  |                     |  |
| Cristina di Holstein-Gottorp       |                                        | Adolfo di Holstein-Gottorp          |                                    |  |  |       |  |  |                     |  |  |                     |  |
|                                    |                                        | Cristina d'Assia                    | Filippo I d'Assia                  |  |  |       |  |  |                     |  |  |                     |  |
|                                    |                                        | Cristina d'Assia                    | Filippo I d'Assia                  |  |  |       |  |  |                     |  |  |                     |  |
|                                    |                                        | Cristina d'Assia                    | Cristina di Sassonia               |  |  |       |  |  |                     |  |  |                     |  |
| Cristina di Svezia                 |                                        | Cristina d'Assia                    |                                    |  |  |       |  |  |                     |  |  |                     |  |
|                                    | Gioacchino III Federico di Brandeburgo | Giovanni Giorgio di Brandeburgo     |                                    |  |  |       |  |  |                     |  |  |                     |  |
|                                    | Gioacchino III Federico di Brandeburgo | Giovanni Giorgio di Brandeburgo     |                                    |  |  |       |  |  |                     |  |  |                     |  |
|                                    | Gioacchino III Federico di Brandeburgo | Sofia di Liegnitz                   |                                    |  |  |       |  |  |                     |  |  |                     |  |
| Giovanni Sigismondo di Brandeburgo | Gioacchino III Federico di Brandeburgo |                                     |                                    |  |  |       |  |  |                     |  |  |                     |  |
|                                    |                                        | Caterina di Brandeburgo-Küstrin     | Giovanni di Brandeburgo-Küstrin    |  |  |       |  |  |                     |  |  |                     |  |
|                                    |                                        | Caterina di Brandeburgo-Küstrin     | Giovanni di Brandeburgo-Küstrin    |  |  |       |  |  |                     |  |  |                     |  |
|                                    |                                        | Caterina di Brandeburgo-Küstrin     | Caterina di Brunswick-Wolfenbüttel |  |  |       |  |  |                     |  |  |                     |  |
| Maria Eleonora del Brandeburgo     |                                        | Caterina di Brandeburgo-Küstrin     |                                    |  |  |       |  |  |                     |  |  |                     |  |
|                                    |                                        | Alberto Federico di Prussia         | Alberto I di Prussia               |  |  |       |  |  |                     |  |  |                     |  |
|                                    |                                        | Alberto Federico di Prussia         | Alberto I di Prussia               |  |  |       |  |  |                     |  |  |                     |  |
|                                    |                                        | Alberto Federico di Prussia         | Anna Maria di Brunswick-Lüneburg   |  |  |       |  |  |                     |  |  |                     |  |
| Anna di Prussia                    |                                        | Alberto Federico di Prussia         |                                    |  |  |       |  |  |                     |  |  |                     |  |
|                                    |                                        | Maria Eleonora di Jülich-Kleve-Berg | Guglielmo di Jülich-Kleve-Berg     |  |  |       |  |  |                     |  |  |                     |  |
|                                    |                                        | Maria Eleonora di Jülich-Kleve-Berg | Guglielmo di Jülich-Kleve-Berg     |  |  |       |  |  |                     |  |  |                     |  |
|                                    |                                        | Maria Eleonora di Jülich-Kleve-Berg | Maria d'Austria                    |  |  |       |  |  |                     |  |  |                     |  |
|                                    |                                        | Maria Eleonora di Jülich-Kleve-Berg |                                    |  |  |       |  |  |                     |  |  |                     |  |